# WTA Tour 2023
Il WTA Tour 2023 è un insieme di tornei femminili di tennis organizzati dalla Women's Tennis Association (WTA). Include i tornei del Grande Slam (organizzati in collaborazione con la International Tennis Federation), i tornei WTA 1000, i WTA 500, i WTA 250, la Billie Jean King Cup (organizzata dall'ITF) e le WTA Finals.

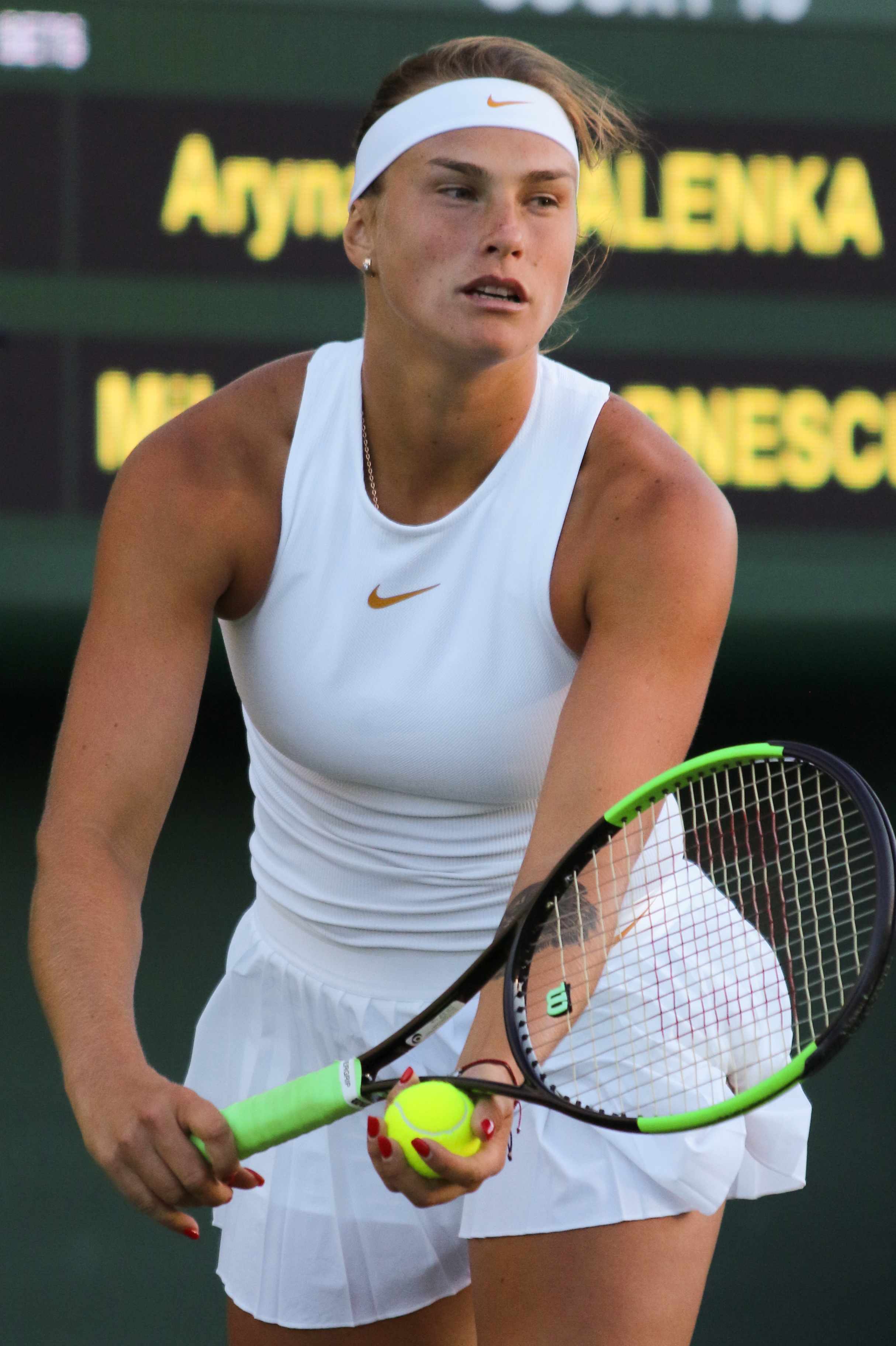
Aryna Sabalenka è la vincitrice dell'Australian Open

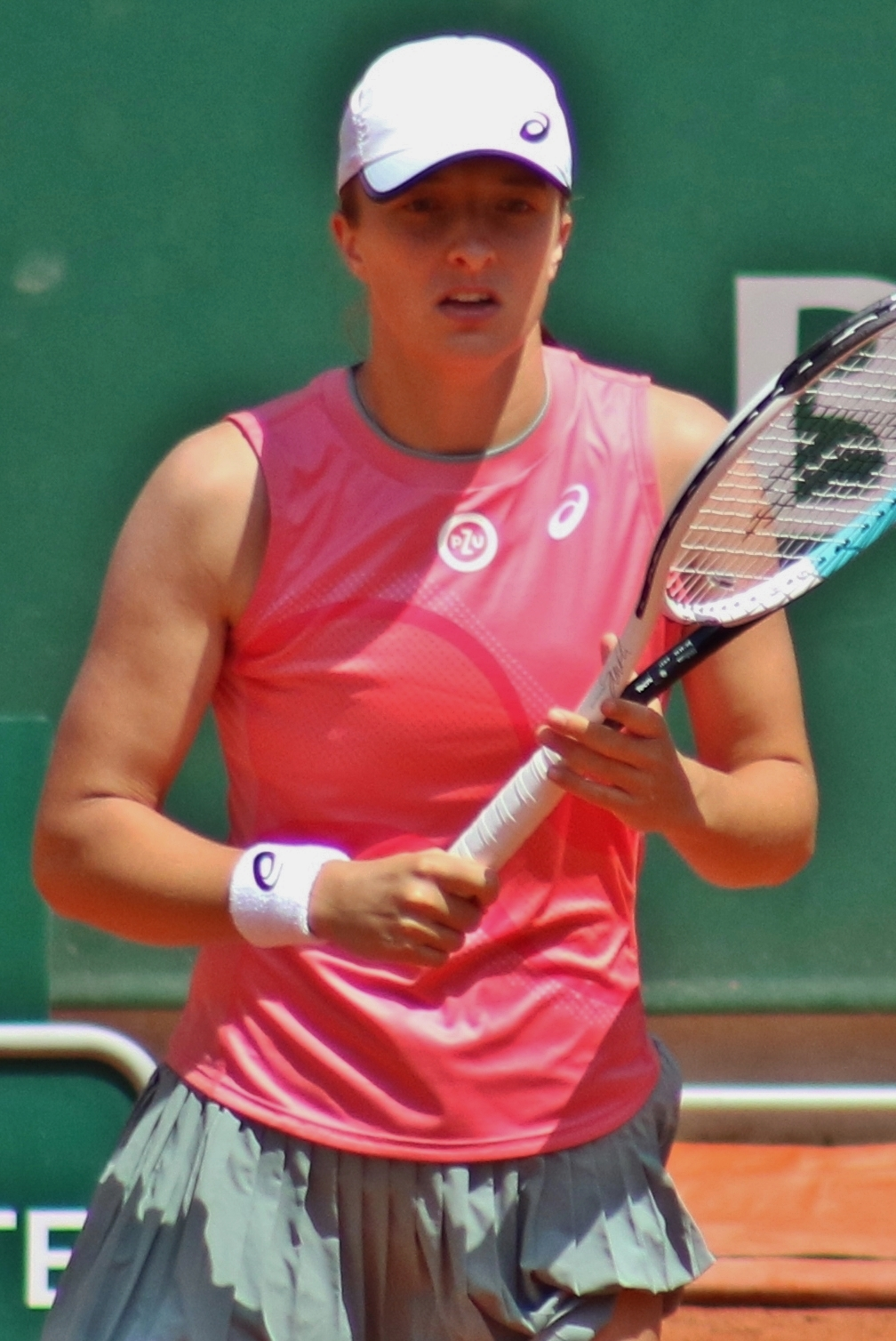
Iga Świątek è la vincitrice degli Open di Francia

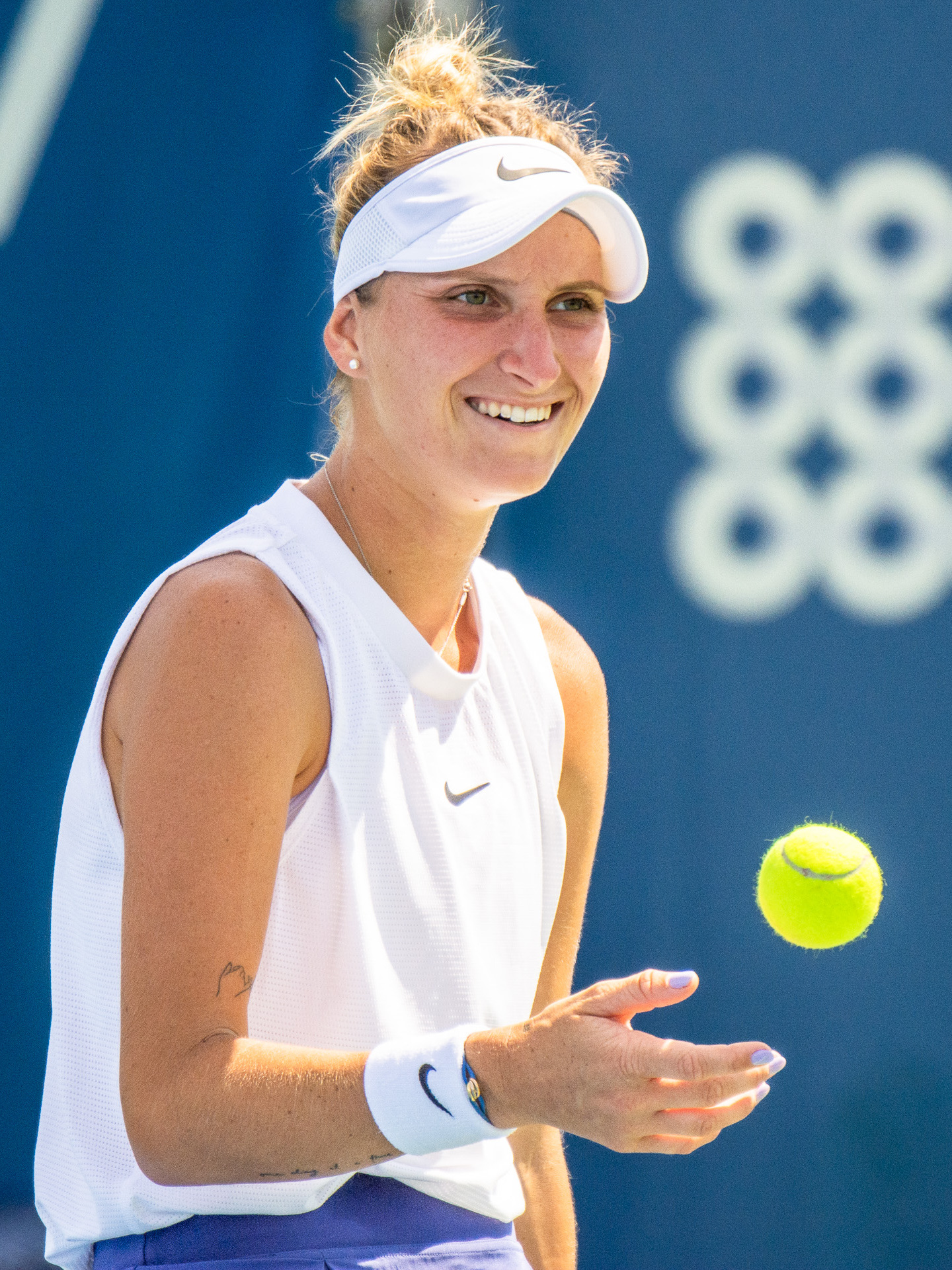
Markéta Vondroušová è la vincitrice del torneo di Wimbledon

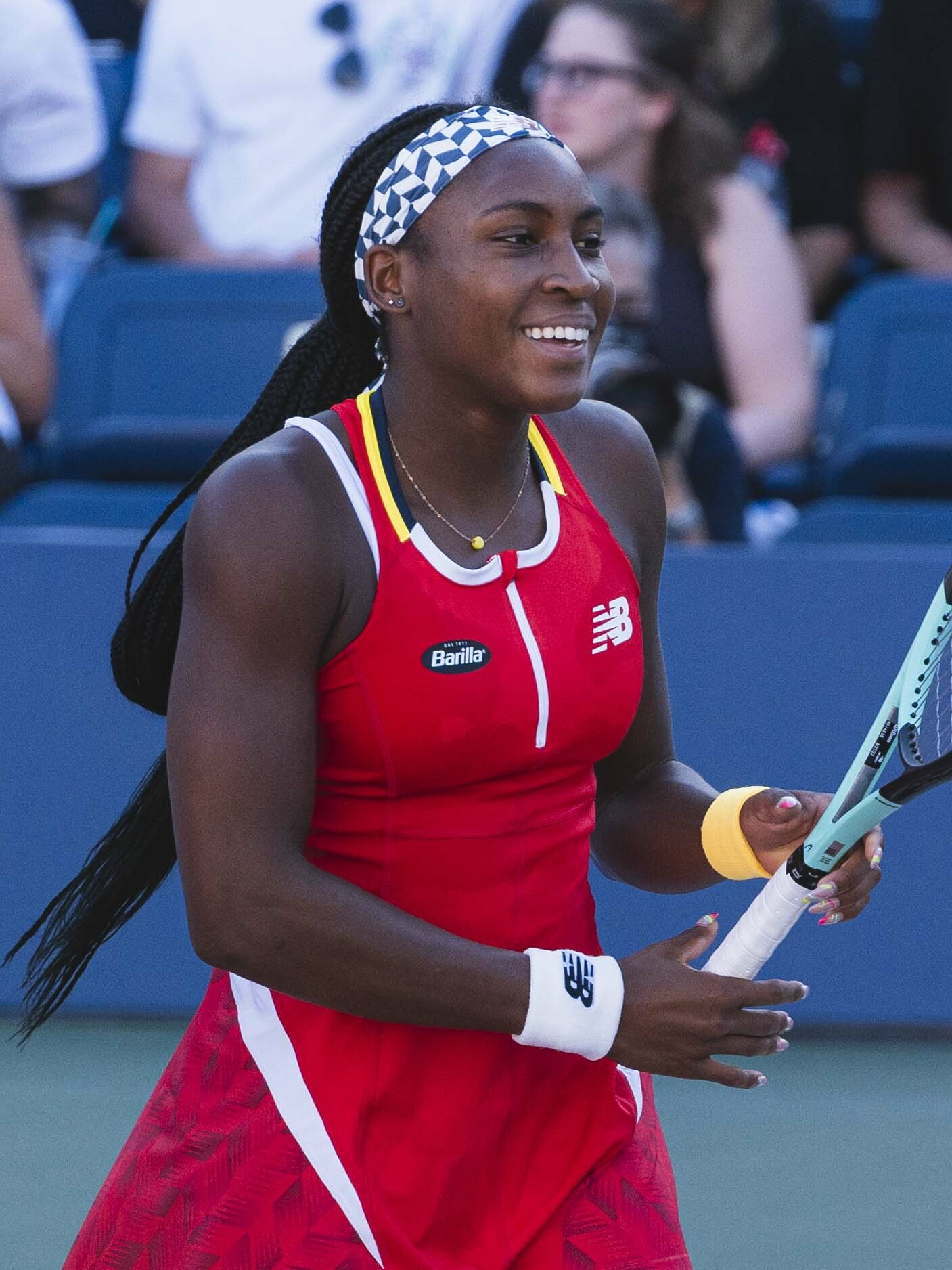
Coco Gauff è la vincitrice degli US Open

## Calendario
Questo è il calendario degli eventi del 2023, con i risultati in progressione dai quarti di finale.
Legenda
| Grande Slam      |
| WTA Finals       |
| WTA Elite Trophy |
| Giochi olimpici  |
| WTA 1000         |
| WTA 500          |
| WTA 250          |
| Evento a squadre |

### Gennaio
| Settimana             | Torneo | Campionesse                                    | Finaliste                               | Semifinaliste                     | Eliminate ai quarti                                                       |
| --------------------- | --- | ---------------------------------------------- | --------------------------------------- | --------------------------------- | ------------------------------------------------------------------------- |
| 2 gennaio             | United Cup Brisbane, Perth, Sydney, Australia 18 squadre 7 500 000 $ - Cemento - 18 squadre                                     | Stati Uniti                                    | Italia                                  | Polonia Grecia                    | City Finals Croazia Gran Bretagna                                         |
| 2 gennaio             | Adelaide International 1 Adelaide, Australia WTA 500 826 837 $ - Cemento - 30S/24Q/16D Singolare - Doppio                       | Aryna Sabalenka 6-3, 7-6(4)                    | Linda Nosková                           | Ons Jabeur Irina-Camelia Begu     | Marta Kostjuk Viktoryja Azaranka Veronika Kudermetova Markéta Vondroušová |
| 2 gennaio             | Adelaide International 1 Adelaide, Australia WTA 500 826 837 $ - Cemento - 30S/24Q/16D Singolare - Doppio                       | Asia Muhammad Taylor Townsend 6-2, 7-6(2)      | Storm Hunter Kateřina Siniaková         | Ons Jabeur Irina-Camelia Begu     | Marta Kostjuk Viktoryja Azaranka Veronika Kudermetova Markéta Vondroušová |
| 2 gennaio             | ASB Classic Auckland, Nuova Zelanda WTA 250 259 303 $ - Cemento - 32S/32Q/16D Singolare - Doppio                                | Cori Gauff 6-1, 6-1                            | Rebeka Masarova                         | Danka Kovinić Ysaline Bonaventure | Zhu Lin Viktória Kužmová Leylah Fernandez Karolína Muchová                |
| 2 gennaio             | ASB Classic Auckland, Nuova Zelanda WTA 250 259 303 $ - Cemento - 32S/32Q/16D Singolare - Doppio                                | Miyu Katō Aldila Sutjiadi 1-6, 7-5, [10-4]     | Leylah Fernandez Bethanie Mattek-Sands  | Danka Kovinić Ysaline Bonaventure | Zhu Lin Viktória Kužmová Leylah Fernandez Karolína Muchová                |
| 9 gennaio             | Adelaide International 2 Adelaide, Australia WTA 500 780 637 $ - Cemento - 30S/24Q/24D Singolare - Doppio                       | Belinda Bencic 6-0, 6-2                        | Dar'ja Kasatkina                        | Veronika Kudermetova Paula Badosa | Caroline Garcia Danielle Collins Beatriz Haddad Maia Petra Kvitová        |
| 9 gennaio             | Adelaide International 2 Adelaide, Australia WTA 500 780 637 $ - Cemento - 30S/24Q/24D Singolare - Doppio                       | Luisa Stefani Taylor Townsend 7-5, 7-6(3)      | Anastasija Pavljučenkova Elena Rybakina | Veronika Kudermetova Paula Badosa | Caroline Garcia Danielle Collins Beatriz Haddad Maia Petra Kvitová        |
| 9 gennaio             | Hobart International Hobart, Australia WTA 250 259 303 $ - Cemento - 32S/24Q/16D Singolare - Doppio                             | Lauren Davis 7-6(0), 6-2                       | Elisabetta Cocciaretto                  | Anna Blinkova Sofia Kenin         | Julija Putinceva Wang Xinyu Bernarda Pera Anhelina Kalinina               |
| 9 gennaio             | Hobart International Hobart, Australia WTA 250 259 303 $ - Cemento - 32S/24Q/16D Singolare - Doppio                             | Kirsten Flipkens Laura Siegemund 6-4, 7-5      | Viktorija Golubic Panna Udvardy         | Anna Blinkova Sofia Kenin         | Julija Putinceva Wang Xinyu Bernarda Pera Anhelina Kalinina               |
| 16 gennaio 23 gennaio | Australian Open Melbourne, Australia Grande Slam 76 500 000 AU$ - Cemento - 128S/128Q/64D/32X Singolare - Doppio - Doppio misto | Aryna Sabalenka 4-6, 6-3, 6-4                  | Elena Rybakina                          | Viktoryja Azaranka Magda Linette  | Jeļena Ostapenko Jessica Pegula Karolína Plíšková Donna Vekić             |
| 16 gennaio 23 gennaio | Australian Open Melbourne, Australia Grande Slam 76 500 000 AU$ - Cemento - 128S/128Q/64D/32X Singolare - Doppio - Doppio misto | Barbora Krejčíková Kateřina Siniaková 6-4, 6-3 | Shūko Aoyama Ena Shibahara              | Viktoryja Azaranka Magda Linette  | Jeļena Ostapenko Jessica Pegula Karolína Plíšková Donna Vekić             |
| 16 gennaio 23 gennaio | Australian Open Melbourne, Australia Grande Slam 76 500 000 AU$ - Cemento - 128S/128Q/64D/32X Singolare - Doppio - Doppio misto | Luisa Stefani Rafael Matos 7-6(2), 6-2         | Sania Mirza Rohan Bopanna               | Viktoryja Azaranka Magda Linette  | Jeļena Ostapenko Jessica Pegula Karolína Plíšková Donna Vekić             |
| 30 gennaio            | Thailand Open Hua Hin, Thailandia WTA 250 259 303 $ - Cemento - 30S/24Q/24D Singolare - Doppio                                  | Zhu Lin 6-4, 6-4                               | Lesja Curenko                           | Bianca Andreescu Wang Xinyu       | Marta Kostjuk Tatjana Maria Tamara Zidanšek Heather Watson                |
| 30 gennaio            | Thailand Open Hua Hin, Thailandia WTA 250 259 303 $ - Cemento - 30S/24Q/24D Singolare - Doppio                                  | Chan Hao-ching Wu Fang-hsien 6-1, 7-6(6)       | Wang Xinyu Zhu Lin                      | Bianca Andreescu Wang Xinyu       | Marta Kostjuk Tatjana Maria Tamara Zidanšek Heather Watson                |
| 30 gennaio            | Open 6ème Sens Métropole de Lyon Lione, Francia WTA 250 259 303 $ - Cemento (i) - 32S/24Q/16D Singolare - Doppio                | Alycia Parks 7-6(7), 7-5                       | Caroline Garcia                         | Camila Osorio Maryna Zanevs'ka    | Jasmine Paolini Linda Nosková Danka Kovinić Anastasija Potapova           |
| 30 gennaio            | Open 6ème Sens Métropole de Lyon Lione, Francia WTA 250 259 303 $ - Cemento (i) - 32S/24Q/16D Singolare - Doppio                | Cristina Bucșa Bibiane Schoofs 7-6(5), 6-3     | Olga Danilović Aleksandra Panova        | Camila Osorio Maryna Zanevs'ka    | Jasmine Paolini Linda Nosková Danka Kovinić Anastasija Potapova           |

### Febbraio
| Settimana   | Torneo | Campionesse                                                  | Finaliste                                 | Semifinaliste                      | Eliminate ai quarti                                                       |
| ----------- | --- | ------------------------------------------------------------ | ----------------------------------------- | ---------------------------------- | ------------------------------------------------------------------------- |
| 6 febbraio  | Mubadala Abu Dhabi Open Abu Dhabi, Emirati Arabi Uniti WTA 500 780 637 $ - Cemento - 28S/24Q/16D Singolare - Doppio             | Belinda Bencic 1-6, 7-6(8), 6-4                              | Ljudmila Samsonova                        | Zheng Qinwen Beatriz Haddad Maia   | Dar'ja Kasatkina Veronika Kudermetova Elena Rybakina Shelby Rogers        |
| 6 febbraio  | Mubadala Abu Dhabi Open Abu Dhabi, Emirati Arabi Uniti WTA 500 780 637 $ - Cemento - 28S/24Q/16D Singolare - Doppio             | Luisa Stefani Zhang Shuai 3-6, 6-2, [10-8]                   | Shūko Aoyama Chan Hao-ching               | Zheng Qinwen Beatriz Haddad Maia   | Dar'ja Kasatkina Veronika Kudermetova Elena Rybakina Shelby Rogers        |
| 6 febbraio  | Upper Austria Ladies Linz Linz, Austria WTA 250 259 303 $ - Cemento (i) - 32S/24Q/16D Singolare - Doppio                        | Anastasija Potapova 6-3, 6-1                                 | Petra Martić                              | Maria Sakkarī Markéta Vondroušová  | Donna Vekić Clara Tauson Anna-Lena Friedsam Dalma Gálfi                   |
| 6 febbraio  | Upper Austria Ladies Linz Linz, Austria WTA 250 259 303 $ - Cemento (i) - 32S/24Q/16D Singolare - Doppio                        | Natela Dzalamidze Viktória Kužmová 4-6, 7-5, [12-10]         | Anna-Lena Friedsam Nadiia Kičenok         | Maria Sakkarī Markéta Vondroušová  | Donna Vekić Clara Tauson Anna-Lena Friedsam Dalma Gálfi                   |
| 13 febbraio | Qatar TotalEnergies Open Doha, Qatar WTA 500 780 637 $ - Cemento - 28S/32Q/16D Singolare - Doppio                               | Iga Świątek 6-3, 6-0                                         | Jessica Pegula                            | Veronika Kudermetova Maria Sakkarī | Belinda Bencic Coco Gauff Caroline Garcia Beatriz Haddad Maia             |
| 13 febbraio | Qatar TotalEnergies Open Doha, Qatar WTA 500 780 637 $ - Cemento - 28S/32Q/16D Singolare - Doppio                               | Coco Gauff Jessica Pegula 6-4, 2-6, [10-7]                   | Ljudmyla Kičenok Jeļena Ostapenko         | Veronika Kudermetova Maria Sakkarī | Belinda Bencic Coco Gauff Caroline Garcia Beatriz Haddad Maia             |
| 20 febbraio | Dubai Duty Free Tennis Championships Dubai, Emirati Arabi Uniti WTA 1000 2 788 468 $ - Cemento - 56S/32Q/28D Singolare - Doppio | Barbora Krejčíková 6-4, 6-2                                  | Iga Świątek                               | Coco Gauff Jessica Pegula          | Karolína Plíšková Madison Keys Karolína Muchová Aryna Sabalenka           |
| 20 febbraio | Dubai Duty Free Tennis Championships Dubai, Emirati Arabi Uniti WTA 1000 2 788 468 $ - Cemento - 56S/32Q/28D Singolare - Doppio | Veronika Kudermetova Ljudmila Samsonova 6-4, 6(4)-7, [10-1]  | Chan Hao-ching Latisha Chan               | Coco Gauff Jessica Pegula          | Karolína Plíšková Madison Keys Karolína Muchová Aryna Sabalenka           |
| 20 febbraio | Mérida Open Akron Mérida, Messico WTA 250 259 303 $ - Cemento - 32S/24Q/16D Singolare - Doppio                                  | Camila Giorgi 7-6(3), 1-6, 6-2                               | Rebecca Peterson                          | Caty McNally Kateřina Siniaková    | Magda Linette Kimberly Birrell Elisabetta Cocciaretto Sloane Stephens     |
| 20 febbraio | Mérida Open Akron Mérida, Messico WTA 250 259 303 $ - Cemento - 32S/24Q/16D Singolare - Doppio                                  | Caty McNally Diane Parry 6-0, 7-5                            | Wang Xinyu Wu Fang-hsien                  | Caty McNally Kateřina Siniaková    | Magda Linette Kimberly Birrell Elisabetta Cocciaretto Sloane Stephens     |
| 27 febbraio | ATX Open Austin, Stati Uniti d'America WTA 250 259 303 $ - Cemento - 32S/24Q/16D Singolare - Doppio                             | Marta Kostjuk 6-3, 7-5                                       | Varvara Gračëva                           | Katie Volynets Danielle Collins    | Sloane Stephens Peyton Stearns Anna Kalinskaja Anna-Lena Friedsam         |
| 27 febbraio | ATX Open Austin, Stati Uniti d'America WTA 250 259 303 $ - Cemento - 32S/24Q/16D Singolare - Doppio                             | Erin Routliffe Aldila Sutjiadi 6-4, 3-6, [10-8]              | Nicole Melichar-Martinez Ellen Perez      | Katie Volynets Danielle Collins    | Sloane Stephens Peyton Stearns Anna Kalinskaja Anna-Lena Friedsam         |
| 27 febbraio | Monterrey Open 2023 Monterrey, Messico WTA 250 259 303 $ - Cemento - 32S/24Q/16D Singolare - Doppio                             | Donna Vekić 6-4, 3-6, 7-5                                    | Caroline Garcia                           | Elise Mertens Zhu Lin              | Mayar Sherif Elisabetta Cocciaretto Ysaline Bonaventure Caroline Dolehide |
| 27 febbraio | Monterrey Open 2023 Monterrey, Messico WTA 250 259 303 $ - Cemento - 32S/24Q/16D Singolare - Doppio                             | Yuliana Lizarazo María Paulina Pérez García 6-3, 5-7, [10-5] | Kimberly Birrell Fernanda Contreras Gómez | Elise Mertens Zhu Lin              | Mayar Sherif Elisabetta Cocciaretto Ysaline Bonaventure Caroline Dolehide |

### Marzo
| Settimana         | Torneo | Campionesse                                               | Finaliste                           | Semifinaliste                 | Eliminate ai quarti                                                         |
| ----------------- | --- | --------------------------------------------------------- | ----------------------------------- | ----------------------------- | --------------------------------------------------------------------------- |
| 6 marzo 13 marzo  | Indian Wells Open Indian Wells, Stati Uniti d'America WTA 1000 8 800 000 $ - Cemento - 96S/48Q/32D Singolare - Doppio             | Elena Rybakina 7-6(11), 6-4                               | Aryna Sabalenka                     | Iga Świątek Maria Sakkarī     | Sorana Cîrstea Karolína Muchová Petra Kvitová Coco Gauff                    |
| 6 marzo 13 marzo  | Indian Wells Open Indian Wells, Stati Uniti d'America WTA 1000 8 800 000 $ - Cemento - 96S/48Q/32D Singolare - Doppio             | Barbora Krejčíková Kateřina Siniaková 6-1, 6(3)-7, [10-7] | Beatriz Haddad Maia Laura Siegemund | Iga Świątek Maria Sakkarī     | Sorana Cîrstea Karolína Muchová Petra Kvitová Coco Gauff                    |
| 20 marzo 27 marzo | Miami Open presented by Itaú Miami Gardens, Stati Uniti d'America WTA 1000 8 800 000 $ - Cemento - 96S/48Q/32D Singolare - Doppio | Petra Kvitová 7-6(14), 6-2                                | Elena Rybakina                      | Jessica Pegula Sorana Cîrstea | Martina Trevisan Anastasija Potapova Ekaterina Aleksandrova Aryna Sabalenka |
| 20 marzo 27 marzo | Miami Open presented by Itaú Miami Gardens, Stati Uniti d'America WTA 1000 8 800 000 $ - Cemento - 96S/48Q/32D Singolare - Doppio | Coco Gauff Jessica Pegula 7-6(6), 6-2                     | Leylah Fernandez Taylor Townsend    | Jessica Pegula Sorana Cîrstea | Martina Trevisan Anastasija Potapova Ekaterina Aleksandrova Aryna Sabalenka |

### Aprile
| Settimana           | Torneo | Campionesse | Finaliste | Semifinaliste                      | Quarti di finale                                                   |
| ------------------- | --- | --- | --- | ---------------------------------- | ------------------------------------------------------------------ |
| 3 aprile            | Credit One Charleston Open Charleston, Stati Uniti d'America WTA 500 780 637 $ - Terra verde - 56S/32Q/16D Singolare - Doppio | Ons Jabeur 7-6(6), 6-4 | Belinda Bencic                                                                                                 | Jessica Pegula Dar'ja Kasatkina    | Paula Badosa Ekaterina Aleksandrova Madison Keys Anna Kalinskaja   |
| 3 aprile            | Credit One Charleston Open Charleston, Stati Uniti d'America WTA 500 780 637 $ - Terra verde - 56S/32Q/16D Singolare - Doppio | Danielle Collins Desirae Krawczyk 0-6, 6-4, [14-12]                                                                                                  | Giuliana Olmos Ena Shibahara                                                                                   | Jessica Pegula Dar'ja Kasatkina    | Paula Badosa Ekaterina Aleksandrova Madison Keys Anna Kalinskaja   |
| 3 aprile            | Copa Colsanitas 2023 Bogotà, Colombia WTA 250 259 303 $ - Terra rossa - 32S/24Q/16D Singolare - Doppio | Tatjana Maria 6-3, 2-6, 6-4 | Peyton Stearns                                                                                                 | Kamilla Rachimova Francesca Jones  | Tamara Zidanšek Sara Sorribes Tormo Laura Pigossi Nuria Brancaccio |
| 3 aprile            | Copa Colsanitas 2023 Bogotà, Colombia WTA 250 259 303 $ - Terra rossa - 32S/24Q/16D Singolare - Doppio | Irina Chromačëva Iryna Šymanovič 6-1, 3-6, [10-6] | Oksana Kalašnikova Katarzyna Piter                                                                             | Kamilla Rachimova Francesca Jones  | Tamara Zidanšek Sara Sorribes Tormo Laura Pigossi Nuria Brancaccio |
| 10 aprile           | Billie Jean King Cup 2023 Turno di qualificazione Marbella, Spagna - Terra rossa Adalia, Turchia - Terra rossa Coventry, Regno Unito - Cemento (i) Vancouver, Canada - Cemento (i) Delray Beach, Stati Uniti - Cemento Bratislava, Slovacchia - Cemento (i) Stoccarda, Germania - Terra rossa (i) Astana, Kazakistan - Terra rossa (i) Capodistria, Slovenia - Terra rossa | Vincenti turno di qualificazione Spagna 3-1 Rep. Ceca 3-1 Francia 3-1 Canada 3-2 Stati Uniti 4-0 Italia 3-2 Germania 3-1 Kazakistan 3-1 Slovenia 3-2 | Perdenti turno di qualificazione Messico Ucraina Regno Unito Belgio Austria Slovacchia Brasile Polonia Romania |                                    |                                                                    |
| 17 aprile           | Porsche Tennis Grand Prix Stoccarda, Germania WTA 500 780 637 $ - Terra rossa (i) - 28S/16Q/16D Singolare - Doppio | Iga Świątek 6-3, 6-4 | Aryna Sabalenka                                                                                                | Ons Jabeur Anastasija Potapova     | Karolína Plíšková Beatriz Haddad Maia Caroline Garcia Paula Badosa |
| 17 aprile           | Porsche Tennis Grand Prix Stoccarda, Germania WTA 500 780 637 $ - Terra rossa (i) - 28S/16Q/16D Singolare - Doppio | Desirae Krawczyk Demi Schuurs 6-4, 6-1 | Nicole Melichar-Martinez Giuliana Olmos                                                                        | Ons Jabeur Anastasija Potapova     | Karolína Plíšková Beatriz Haddad Maia Caroline Garcia Paula Badosa |
| 24 aprile 1º maggio | Mutua Madrid Open Madrid, Spagna WTA 1000 7 652 714 € - Terra rossa - 96S/48Q/32D Singolare - Doppio | Aryna Sabalenka 6-3, 3-6, 6-3 | Iga Świątek | Veronika Kudermetova Maria Sakkarī | Petra Martić Jessica Pegula Irina-Camelia Begu Mayar Sherif        |
| 24 aprile 1º maggio | Mutua Madrid Open Madrid, Spagna WTA 1000 7 652 714 € - Terra rossa - 96S/48Q/32D Singolare - Doppio | Viktoryja Azaranka Beatriz Haddad Maia 6-1, 6-4 | Coco Gauff Jessica Pegula                                                                                      | Veronika Kudermetova Maria Sakkarī | Petra Martić Jessica Pegula Irina-Camelia Begu Mayar Sherif        |

### Maggio
| Settimana          | Torneo | Campionesse                                       | Finaliste                               | Semifinaliste                         | Eliminate ai quarti                                                 |
| ------------------ | --- | ------------------------------------------------- | --------------------------------------- | ------------------------------------- | ------------------------------------------------------------------- |
| 8 maggio 15 maggio | Internazionali d'Italia Roma, Italia WTA 1000 3 572 618 € - Terra rossa - 96S/48Q/32D Singolare - Doppio                     | Elena Rybakina 6-4, 1-0 rit.                      | Anhelina Kalinina                       | Jeļena Ostapenko Veronika Kudermetova | Iga Świątek Paula Badosa Zheng Qinwen Beatriz Haddad Maia           |
| 8 maggio 15 maggio | Internazionali d'Italia Roma, Italia WTA 1000 3 572 618 € - Terra rossa - 96S/48Q/32D Singolare - Doppio                     | Storm Hunter Elise Mertens 6-4, 6-4               | Coco Gauff Jessica Pegula               | Jeļena Ostapenko Veronika Kudermetova | Iga Świątek Paula Badosa Zheng Qinwen Beatriz Haddad Maia           |
| 22 maggio          | Grand Prix SAR La Princesse Lalla Meryem Rabat, Marocco WTA 250 259 303 $ - Terra rossa - 32S/16Q/16D Singolare - Doppio     | Lucia Bronzetti 6-4, 5-7, 7-5                     | Julia Grabher                           | Julia Riera Sloane Stephens           | Martina Trevisan Julija Putinceva Alycia Parks Peyton Stearns       |
| 22 maggio          | Grand Prix SAR La Princesse Lalla Meryem Rabat, Marocco WTA 250 259 303 $ - Terra rossa - 32S/16Q/16D Singolare - Doppio     | Sabrina Santamaria Jana Sizikova 3-6, 6-1, [10-8] | Lidzija Marozava Ingrid Gamarra Martins | Julia Riera Sloane Stephens           | Martina Trevisan Julija Putinceva Alycia Parks Peyton Stearns       |
| 22 maggio          | Internationaux de Strasbourg Strasburgo, Francia WTA 250 259 303 $ - Terra rossa - 32S/16Q/16D Singolare - Doppio            | Elina Svitolina 6-2, 6-3                          | Anna Blinkova                           | Lauren Davis Clara Burel              | Anastasija Pavljučenkova Emma Navarro Bernarda Pera Varvara Gračëva |
| 22 maggio          | Internationaux de Strasbourg Strasburgo, Francia WTA 250 259 303 $ - Terra rossa - 32S/16Q/16D Singolare - Doppio            | Xu Yifan Yang Zhaoxuan 6-3, 6-2                   | Desirae Krawczyk Giuliana Olmos         | Lauren Davis Clara Burel              | Anastasija Pavljučenkova Emma Navarro Bernarda Pera Varvara Gračëva |
| 29 maggio 5 giugno | Open di Francia Parigi, Francia Grande Slam 49 600 000 € - Terra rossa - 128S/128Q/64D/32X Singolare - Doppio - Doppio misto | Iga Świątek 6-2, 5-7, 6-4                         | Karolína Muchová                        | Beatriz Haddad Maia Aryna Sabalenka   | Coco Gauff Ons Jabeur Anastasija Pavljučenkova Elina Svitolina      |
| 29 maggio 5 giugno | Open di Francia Parigi, Francia Grande Slam 49 600 000 € - Terra rossa - 128S/128Q/64D/32X Singolare - Doppio - Doppio misto | Hsieh Su-wei Wang Xinyu 1-6, 7-6(5), 6-1          | Leylah Fernandez Taylor Townsend        | Beatriz Haddad Maia Aryna Sabalenka   | Coco Gauff Ons Jabeur Anastasija Pavljučenkova Elina Svitolina      |
| 29 maggio 5 giugno | Open di Francia Parigi, Francia Grande Slam 49 600 000 € - Terra rossa - 128S/128Q/64D/32X Singolare - Doppio - Doppio misto | Miyu Katō Tim Pütz 4-6, 6-4, [10-6]               | Bianca Andreescu Michael Venus          | Beatriz Haddad Maia Aryna Sabalenka   | Coco Gauff Ons Jabeur Anastasija Pavljučenkova Elina Svitolina      |

### Giugno
| Settimana | Torneo                                                                                                   | Campionesse                                         | Finaliste                              | Semifinaliste                            | Eliminate ai quarti                                                      |
| --------- | --- | --------------------------------------------------- | -------------------------------------- | ---------------------------------------- | ------------------------------------------------------------------------ |
| 12 giugno | Rothesay Open Nottingham, Regno Unito WTA 250 259 303 $ - Erba - 32S/16Q/16D Singolare - Doppio          | Katie Boulter 6-3, 6-3                              | Jodie Burrage                          | Alizé Cornet Heather Watson              | Elizabeth Mandlik Magdalena Fręch Viktorija Golubic Harriet Dart         |
| 12 giugno | Rothesay Open Nottingham, Regno Unito WTA 250 259 303 $ - Erba - 32S/16Q/16D Singolare - Doppio          | Ulrikke Eikeri Ingrid Neel 7–6(6), 5-7, [10-8]      | Harriet Dart Heather Watson            | Alizé Cornet Heather Watson              | Elizabeth Mandlik Magdalena Fręch Viktorija Golubic Harriet Dart         |
| 12 giugno | Libéma Open Rosmalen, Paesi Bassi WTA 250 259 303 $ - Erba - 32S/24Q/16D Singolare - Doppio              | Ekaterina Aleksandrova 4-6, 6-4, 7-6(3)             | Veronika Kudermetova                   | Viktória Hrunčáková Aljaksandra Sasnovič | Céline Naef Ashlyn Krueger Emina Bektas Ljudmila Samsonova               |
| 12 giugno | Libéma Open Rosmalen, Paesi Bassi WTA 250 259 303 $ - Erba - 32S/24Q/16D Singolare - Doppio              | Shūko Aoyama Ena Shibahara 6-3, 6-3                 | Viktória Hrunčáková Tereza Mihalíková  | Viktória Hrunčáková Aljaksandra Sasnovič | Céline Naef Ashlyn Krueger Emina Bektas Ljudmila Samsonova               |
| 19 giugno | Bett1 Open Berlino, Germania WTA 500 780 637 $ - Erba - 32S/24Q/16D Singolare - Doppio                   | Petra Kvitová 6-2, 7-6(6)                           | Donna Vekić                            | Ekaterina Aleksandrova Maria Sakkarī     | Veronika Kudermetova Caroline Garcia Markéta Vondroušová Elina Avanesjan |
| 19 giugno | Bett1 Open Berlino, Germania WTA 500 780 637 $ - Erba - 32S/24Q/16D Singolare - Doppio                   | Caroline Garcia Luisa Stefani 4-6, 7-6(8), [10-4]   | Kateřina Siniaková Markéta Vondroušová | Ekaterina Aleksandrova Maria Sakkarī     | Veronika Kudermetova Caroline Garcia Markéta Vondroušová Elina Avanesjan |
| 19 giugno | Rothesay Classic Birmingham, Regno Unito WTA 250 259 303 $ - Erba - 32S/24Q/16D Singolare - Doppio       | Jeļena Ostapenko 7-6(8), 6-4                        | Barbora Krejčíková                     | Zhu Lin Anastasija Potapova              | Linda Fruhvirtová Rebecca Marino Harriet Dart Magdalena Fręch            |
| 19 giugno | Rothesay Classic Birmingham, Regno Unito WTA 250 259 303 $ - Erba - 32S/24Q/16D Singolare - Doppio       | Marta Kostjuk Barbora Krejčíková 6-2, 7-6(7)        | Storm Hunter Alycia Parks              | Zhu Lin Anastasija Potapova              | Linda Fruhvirtová Rebecca Marino Harriet Dart Magdalena Fręch            |
| 26 giugno | Rothesay International Eastbourne, Regno Unito WTA 500 780 637 $ - Erba - 32S/24Q/16D Singolare - Doppio | Madison Keys 6-2, 7-6(13)                           | Dar'ja Kasatkina                       | Coco Gauff Camila Giorgi                 | Petra Martić Jessica Pegula Jeļena Ostapenko Caroline Garcia             |
| 26 giugno | Rothesay International Eastbourne, Regno Unito WTA 500 780 637 $ - Erba - 32S/24Q/16D Singolare - Doppio | Desirae Krawczyk Demi Schuurs 6-2, 6-4              | Nicole Melichar-Martinez Ellen Perez   | Coco Gauff Camila Giorgi                 | Petra Martić Jessica Pegula Jeļena Ostapenko Caroline Garcia             |
| 26 giugno | Bad Homburg Open 2023 Bad Homburg, Germania WTA 250 259 303 $ - Erba - 32S/8Q/16D Singolare - Doppio     | Kateřina Siniaková 6-2, 7-6(5)                      | Lucia Bronzetti                        | Iga Świątek Emma Navarro                 | Anna Blinkova Varvara Gračëva Rebeka Masarova Ljudmila Samsonova         |
| 26 giugno | Bad Homburg Open 2023 Bad Homburg, Germania WTA 250 259 303 $ - Erba - 32S/8Q/16D Singolare - Doppio     | Lidzija Marozava Ingrid Gamarra Martins 6-0, 7-6(3) | Eri Hozumi Monica Niculescu            | Iga Świątek Emma Navarro                 | Anna Blinkova Varvara Gračëva Rebeka Masarova Ljudmila Samsonova         |

### Luglio
| Settimana          | Torneo | Campionesse                                       | Finaliste                            | Semifinaliste                                                             | Eliminate ai quarti                                                      |
| ------------------ | --- | ------------------------------------------------- | ------------------------------------ | ------------------------------------------------------------------------- | ------------------------------------------------------------------------ |
| 3 luglio 10 luglio | Torneo di Wimbledon Londra, Regno Unito Grande Slam 44 700 000 £ - Erba - 128S/128Q/64D/32X Singolare - Doppio - Doppio misto | Markéta Vondroušová 6-4, 6-4                      | Ons Jabeur                           | Elina Svitolina Aryna Sabalenka                                           | Iga Świątek Jessica Pegula Elena Rybakina Madison Keys                   |
| 3 luglio 10 luglio | Torneo di Wimbledon Londra, Regno Unito Grande Slam 44 700 000 £ - Erba - 128S/128Q/64D/32X Singolare - Doppio - Doppio misto | Hsieh Su-wei Barbora Strýcová 7-5, 6-4            | Storm Hunter Elise Mertens           | Elina Svitolina Aryna Sabalenka                                           | Iga Świątek Jessica Pegula Elena Rybakina Madison Keys                   |
| 3 luglio 10 luglio | Torneo di Wimbledon Londra, Regno Unito Grande Slam 44 700 000 £ - Erba - 128S/128Q/64D/32X Singolare - Doppio - Doppio misto | Mate Pavić Ljudmyla Kičenok 6-4, 6(9)-7, 6-3      | Joran Vliegen Xu Yifan               | Elina Svitolina Aryna Sabalenka                                           | Iga Świątek Jessica Pegula Elena Rybakina Madison Keys                   |
| 17 luglio          | Hopman Cup Nizza, Francia ITF Championships squadre miste Terra rossa – 6 squadre (RR)                                        | Croazia 2-0                                       | Svizzera                             | Round Robin Gruppo 1 Francia Danimarca Round Robin Gruppo 2 Belgio Spagna |                                                                          |
| 17 luglio          | Hungarian Grand Prix Budapest, Ungheria WTA 250 259 303 $ - Terra rossa - 32S/24Q/16D Singolare - Doppio                      | Marija Timofeeva 6-3, 3-6, 6-0                    | Kateryna Baindl                      | Nadia Podoroska Claire Liu                                                | Kaja Juvan Elina Avanesjan Anna Karolína Schmiedlová Fanny Stollár       |
| 17 luglio          | Hungarian Grand Prix Budapest, Ungheria WTA 250 259 303 $ - Terra rossa - 32S/24Q/16D Singolare - Doppio                      | Katarzyna Piter Fanny Stollár 6-2, 4-6, [10-4]    | Jessie Aney Anna Sisková             | Nadia Podoroska Claire Liu                                                | Kaja Juvan Elina Avanesjan Anna Karolína Schmiedlová Fanny Stollár       |
| 17 luglio          | Internazionali Femminili di Palermo Palermo, Italia WTA 250 259 303 $ - Terra rossa - 32S/24Q/15D Singolare - Doppio          | Zheng Qinwen 6-4, 1-6, 6-1                        | Jasmine Paolini                      | Sara Sorribes Tormo Mayar Sherif                                          | Dar'ja Kasatkina Clara Burel Camila Osorio Emma Navarro                  |
| 17 luglio          | Internazionali Femminili di Palermo Palermo, Italia WTA 250 259 303 $ - Terra rossa - 32S/24Q/15D Singolare - Doppio          | Jana Sizikova Kimberley Zimmermann 6-2, 6-4       | Angelica Moratelli Camilla Rosatello | Sara Sorribes Tormo Mayar Sherif                                          | Dar'ja Kasatkina Clara Burel Camila Osorio Emma Navarro                  |
| 24 luglio          | Hamburg European Open Amburgo, Germania WTA 250 259 303 $ - Terra rossa - 32S/24Q/16D Singolare - Doppio                      | Arantxa Rus 6-0, 7-6(3)                           | Noma Noha Akugue                     | Diana Šnaider Daria Saville                                               | Martina Trevisan Bernarda Pera Jule Niemeier Eva Lys                     |
| 24 luglio          | Hamburg European Open Amburgo, Germania WTA 250 259 303 $ - Terra rossa - 32S/24Q/16D Singolare - Doppio                      | Anna Danilina Aleksandra Panova 6-4, 6-2          | Miriam Kolodziejová Angela Kulikov   | Diana Šnaider Daria Saville                                               | Martina Trevisan Bernarda Pera Jule Niemeier Eva Lys                     |
| 24 luglio          | Ladies Open Lausanne Losanna, Svizzera WTA 250 259 303 $ - Terra rossa - 32S/8Q/16D Singolare - Doppio                        | Elisabetta Cocciaretto 7-5, 4-6, 6-4              | Clara Burel                          | Diane Parry Anna Bondár                                                   | Alizé Cornet Ana Bogdan Tamara Zidanšek Elina Avanesjan                  |
| 24 luglio          | Ladies Open Lausanne Losanna, Svizzera WTA 250 259 303 $ - Terra rossa - 32S/8Q/16D Singolare - Doppio                        | Anna Bondár Diane Parry 6-2, 6-1                  | Amina Anšba Anastasia Dețiuc         | Diane Parry Anna Bondár                                                   | Alizé Cornet Ana Bogdan Tamara Zidanšek Elina Avanesjan                  |
| 24 luglio          | BNP Paribas Warsaw Open Varsavia, Polonia WTA 250 259 303 $ - Cemento - 32S/16Q/16D Singolare - Doppio                        | Iga Świątek 6-0, 6-1                              | Laura Siegemund                      | Yanina Wickmayer Tatjana Maria                                            | Linda Nosková Heather Watson Lucrezia Stefanini Rebecca Šramková         |
| 24 luglio          | BNP Paribas Warsaw Open Varsavia, Polonia WTA 250 259 303 $ - Cemento - 32S/16Q/16D Singolare - Doppio                        | Heather Watson Yanina Wickmayer 6-4, 6-4          | Weronika Falkowska Katarzyna Piter   | Yanina Wickmayer Tatjana Maria                                            | Linda Nosková Heather Watson Lucrezia Stefanini Rebecca Šramková         |
| 31 luglio          | Mubadala Citi DC Open Washington, Stati Uniti d'America WTA 500 780 637 $ - Cemento - 28S/24Q/16D Singolare - Doppio          | Coco Gauff 6-2, 6-3                               | Maria Sakkarī                        | Jessica Pegula Ljudmila Samsonova                                         | Elina Svitolina Madison Keys Belinda Bencic Marta Kostjuk                |
| 31 luglio          | Mubadala Citi DC Open Washington, Stati Uniti d'America WTA 500 780 637 $ - Cemento - 28S/24Q/16D Singolare - Doppio          | Laura Siegemund Vera Zvonarëva 6-4, 6-4           | Alexa Guarachi Monica Niculescu      | Jessica Pegula Ljudmila Samsonova                                         | Elina Svitolina Madison Keys Belinda Bencic Marta Kostjuk                |
| 31 luglio          | Livesport Prague Open Praga, Repubblica Ceca WTA 250 259 303 $ - Cemento - 32S/24Q/16D Singolare - Doppio                     | Nao Hibino 6-4, 6-1                               | Linda Nosková                        | Jaqueline Cristian Tamara Korpatsch                                       | Kateryna Baindl Tereza Martincová Anna Karolína Schmiedlová Alizé Cornet |
| 31 luglio          | Livesport Prague Open Praga, Repubblica Ceca WTA 250 259 303 $ - Cemento - 32S/24Q/16D Singolare - Doppio                     | Nao Hibino Oksana Kalašnikova 6(7)-7, 7-5, [10-3] | Quinn Gleason Elixane Lechemia       | Jaqueline Cristian Tamara Korpatsch                                       | Kateryna Baindl Tereza Martincová Anna Karolína Schmiedlová Alizé Cornet |

### Agosto
| Settimana             | Torneo | Campionesse                                      | Finaliste                            | Semifinaliste                 | Eliminate ai quarti                                              |
| --------------------- | --- | ------------------------------------------------ | ------------------------------------ | ----------------------------- | ---------------------------------------------------------------- |
| 7 agosto              | Canadian Open Montréal, Canada WTA 1000 2 788 468 $ - Cemento - 56S/32Q/28D Singolare - Doppio                        | Jessica Pegula 6-1, 6-0                          | Ljudmila Samsonova                   | Iga Świątek Elena Rybakina    | Danielle Collins Coco Gauff Dar'ja Kasatkina Belinda Bencic      |
| 7 agosto              | Canadian Open Montréal, Canada WTA 1000 2 788 468 $ - Cemento - 56S/32Q/28D Singolare - Doppio                        | Shūko Aoyama Ena Shibahara 6-4, 4-6, [13-11]     | Desirae Krawczyk Demi Schuurs        | Iga Świątek Elena Rybakina    | Danielle Collins Coco Gauff Dar'ja Kasatkina Belinda Bencic      |
| 14 agosto             | Cincinnati Open Cincinnati, Stati Uniti d'America WTA 1000 2 788 468 $ - Cemento - 56S/32Q/28D Singolare - Doppio     | Coco Gauff 6-3, 6-4                              | Karolína Muchová                     | Iga Świątek Aryna Sabalenka   | Markéta Vondroušová Jasmine Paolini Marie Bouzková Ons Jabeur    |
| 14 agosto             | Cincinnati Open Cincinnati, Stati Uniti d'America WTA 1000 2 788 468 $ - Cemento - 56S/32Q/28D Singolare - Doppio     | Alycia Parks Taylor Townsend 6(1)-7, 6-4, [10-6] | Nicole Melichar-Martinez Ellen Perez | Iga Świątek Aryna Sabalenka   | Markéta Vondroušová Jasmine Paolini Marie Bouzková Ons Jabeur    |
| 21 agosto             | Tennis in the Land Cleveland, Stati Uniti d'America WTA 250 271 363 $ - Cemento - 32S/24Q/16D Singolare - Doppio      | Sara Sorribes Tormo 3-6, 6-4, 6-4                | Ekaterina Aleksandrova               | Zhu Lin Tatjana Maria         | Caroline Garcia Wang Xinyu Sloane Stephens Leylah Fernandez      |
| 21 agosto             | Tennis in the Land Cleveland, Stati Uniti d'America WTA 250 271 363 $ - Cemento - 32S/24Q/16D Singolare - Doppio      | Miyu Katō Aldila Sutjiadi 6-4, 6(4)-7, [10-8]    | Nicole Melichar-Martinez Ellen Perez | Zhu Lin Tatjana Maria         | Caroline Garcia Wang Xinyu Sloane Stephens Leylah Fernandez      |
| 28 agosto 4 settembre | US Open New York, Stati Uniti d'America Grande Slam $ - Cemento - 128S/128Q/64D/32X Singolare - Doppio - Doppio misto | Coco Gauff 2-6, 6-3, 6-2                         | Aryna Sabalenka                      | Karolína Muchová Madison Keys | Jeļena Ostapenko Sorana Cîrstea Markéta Vondroušová Zheng Qinwen |
| 28 agosto 4 settembre | US Open New York, Stati Uniti d'America Grande Slam $ - Cemento - 128S/128Q/64D/32X Singolare - Doppio - Doppio misto | Gabriela Dabrowski Erin Routliffe 7-6(9), 6-3    | Laura Siegemund Vera Zvonarëva       | Karolína Muchová Madison Keys | Jeļena Ostapenko Sorana Cîrstea Markéta Vondroušová Zheng Qinwen |
| 28 agosto 4 settembre | US Open New York, Stati Uniti d'America Grande Slam $ - Cemento - 128S/128Q/64D/32X Singolare - Doppio - Doppio misto | Anna Danilina Harri Heliövaara 6-3, 6-4          | Jessica Pegula Austin Krajicek       | Karolína Muchová Madison Keys | Jeļena Ostapenko Sorana Cîrstea Markéta Vondroušová Zheng Qinwen |

### Settembre
| Settimana    | Torneo | Campionesse                                     | Finaliste                         | Semifinaliste                          | Eliminate ai quarti                                                   |
| ------------ | --- | ----------------------------------------------- | --------------------------------- | -------------------------------------- | --------------------------------------------------------------------- |
| 11 settembre | San Diego Open San Diego, Stati Uniti d'America WTA 500 780 637 $ - Cemento - 28S/24Q/16D Singolare - Doppio                 | Barbora Krejčíková 6-4, 2-6, 6-4                | Sofia Kenin                       | Emma Navarro Danielle Collins          | Anastasija Potapova Maria Sakkarī Beatriz Haddad Maia Caroline Garcia |
| 11 settembre | San Diego Open San Diego, Stati Uniti d'America WTA 500 780 637 $ - Cemento - 28S/24Q/16D Singolare - Doppio                 | Barbora Krejčíková Kateřina Siniaková 6-1, 6-4  | Danielle Collins CoCo Vandeweghe  | Emma Navarro Danielle Collins          | Anastasija Potapova Maria Sakkarī Beatriz Haddad Maia Caroline Garcia |
| 11 settembre | Kinoshita Group Japan Open Tennis Championships Osaka, Giappone WTA 250 259 303 $ - Cemento - 32S/24Q/16D Singolare - Doppio | Ashlyn Krueger 6-3, 7-6(6)                      | Zhu Lin                           | Wang Xinyu Mai Hontama                 | Elizabeth Mandlik Julija Putinceva Anna Kalinskaja Arianne Hartono    |
| 11 settembre | Kinoshita Group Japan Open Tennis Championships Osaka, Giappone WTA 250 259 303 $ - Cemento - 32S/24Q/16D Singolare - Doppio | Anna-Lena Friedsam Nadiia Kičenok 7-6(3), 6-3   | Anna Kalinskaja Julija Putinceva  | Wang Xinyu Mai Hontama                 | Elizabeth Mandlik Julija Putinceva Anna Kalinskaja Arianne Hartono    |
| 18 settembre | Guadalajara Open 2023 Guadalajara, Messico WTA 1000 2 788 468 $ - Cemento - 56S/32Q/28D Singolare - Doppio                   | Maria Sakkarī 7-5, 6-3                          | Caroline Dolehide                 | Sofia Kenin Caroline Garcia            | Martina Trevisan Leylah Fernandez Viktoryja Azaranka Emiliana Arango  |
| 18 settembre | Guadalajara Open 2023 Guadalajara, Messico WTA 1000 2 788 468 $ - Cemento - 56S/32Q/28D Singolare - Doppio                   | Storm Hunter Elise Mertens 3-6, 6-2, [10-4]     | Gabriela Dabrowski Erin Routliffe | Sofia Kenin Caroline Garcia            | Martina Trevisan Leylah Fernandez Viktoryja Azaranka Emiliana Arango  |
| 18 settembre | Guangzhou Open 2023 Guangzhou, Cina WTA 250 259 303 $ - Cemento - 32S/24Q/16D Singolare - Doppio                             | Wang Xiyu 6-0, 6-2                              | Magda Linette                     | Julija Putinceva Greet Minnen          | Rebeka Masarova Tatjana Maria Lucia Bronzetti Viktória Hrunčáková     |
| 18 settembre | Guangzhou Open 2023 Guangzhou, Cina WTA 250 259 303 $ - Cemento - 32S/24Q/16D Singolare - Doppio                             | Guo Hanyu Jiang Xinyu 6-3, 7-6(4)               | Eri Hozumi Makoto Ninomiya        | Julija Putinceva Greet Minnen          | Rebeka Masarova Tatjana Maria Lucia Bronzetti Viktória Hrunčáková     |
| 25 settembre | Toray Pan Pacific Open Tokyo, Giappone WTA 500 780 637 $ - Cemento - 28S/23Q/16D Singolare - Doppio                          | Veronika Kudermetova 7-5, 6-1                   | Jessica Pegula                    | Anastasija Pavljučenkova Maria Sakkarī | Iga Świątek Ekaterina Aleksandrova Caroline Garcia Dar'ja Kasatkina   |
| 25 settembre | Toray Pan Pacific Open Tokyo, Giappone WTA 500 780 637 $ - Cemento - 28S/23Q/16D Singolare - Doppio                          | Ulrikke Eikeri Ingrid Neel 3-6, 7-5, [10-5]     | Eri Hozumi Makoto Ninomiya        | Anastasija Pavljučenkova Maria Sakkarī | Iga Świątek Ekaterina Aleksandrova Caroline Garcia Dar'ja Kasatkina   |
| 25 settembre | Ningbo Open Ningbo, Cina WTA 250 259 303 $ - Cemento - 32S/24Q/16D Singolare - Doppio                                        | Ons Jabeur 6-2, 6-1                             | Diana Šnaider                     | Nadia Podoroska Linda Fruhvirtová      | Vera Zvonarëva Kateřina Siniaková Lucia Bronzetti Petra Kvitová       |
| 25 settembre | Ningbo Open Ningbo, Cina WTA 250 259 303 $ - Cemento - 32S/24Q/16D Singolare - Doppio                                        | Laura Siegemund Vera Zvonarëva 4-6, 6-3, [10-5] | Guo Hanyu Jiang Xinyu             | Nadia Podoroska Linda Fruhvirtová      | Vera Zvonarëva Kateřina Siniaková Lucia Bronzetti Petra Kvitová       |

### Ottobre
| Settimana  | Torneo | Campionesse                                         | Finaliste                               | Semifinaliste                    | Eliminate ai quarti |
| ---------- | --- | --------------------------------------------------- | --------------------------------------- | -------------------------------- | --- |
| 2 ottobre  | China Open Pechino, Cina WTA 1000 $ - Cemento - 56S/32Q/28D Singolare - Doppio                                         | Iga Świątek 6-2, 6-2                                | Ljudmila Samsonova                      | Elena Rybakina Coco Gauff        | Aryna Sabalenka Jeļena Ostapenko Maria Sakkarī Caroline Garcia |
| 2 ottobre  | China Open Pechino, Cina WTA 1000 $ - Cemento - 56S/32Q/28D Singolare - Doppio                                         | Marie Bouzková Sara Sorribes Tormo 3-6, 6-0, [10-4] | Chan Hao-ching Giuliana Olmos           | Elena Rybakina Coco Gauff        | Aryna Sabalenka Jeļena Ostapenko Maria Sakkarī Caroline Garcia |
| 9 ottobre  | Zhengzhou Open Zhengzhou, Cina WTA 500 780 637 $ - Cemento - 28S/24Q/16D Singolare - Doppio                            | Zheng Qinwen 2-6, 6-2, 6-4                          | Barbora Krejčíková                      | Dar'ja Kasatkina Jasmine Paolini | Lesja Curenko Ons Jabeur Anhelina Kalinina Laura Siegemund |
| 9 ottobre  | Zhengzhou Open Zhengzhou, Cina WTA 500 780 637 $ - Cemento - 28S/24Q/16D Singolare - Doppio                            | Gabriela Dabrowski Erin Routliffe 6-2, 6-4          | Shūko Aoyama Ena Shibahara              | Dar'ja Kasatkina Jasmine Paolini | Lesja Curenko Ons Jabeur Anhelina Kalinina Laura Siegemund |
| 9 ottobre  | Hong Kong Tennis Open 2023 Hong Kong, Cina WTA 250 259 303 $ - Cemento - 32S/16Q/16D Singolare - Doppio                | Leylah Fernandez 3-6, 6-4, 6-4                      | Kateřina Siniaková                      | Anna Blinkova Martina Trevisan   | Linda Fruhvirtová Sara Sorribes Tormo Elise Mertens Anastasija Pavljučenkova |
| 9 ottobre  | Hong Kong Tennis Open 2023 Hong Kong, Cina WTA 250 259 303 $ - Cemento - 32S/16Q/16D Singolare - Doppio                | Tang Qianhui Tsao Chia-yi 7-5, 1-6, [11-9]          | Oksana Kalašnikova Aljaksandra Sasnovič | Anna Blinkova Martina Trevisan   | Linda Fruhvirtová Sara Sorribes Tormo Elise Mertens Anastasija Pavljučenkova |
| 9 ottobre  | Korea Open 2023 Seul, Corea del Sud WTA 250 259 303 $ - Cemento - 32S/16Q/16D Singolare - Doppio                       | Jessica Pegula 6-2, 6-3                             | Yuan Yue                                | Yanina Wickmayer Emina Bektas    | Claire Liu Polina Kudermetova Marie Bouzková Kimberly Birrell |
| 9 ottobre  | Korea Open 2023 Seul, Corea del Sud WTA 250 259 303 $ - Cemento - 32S/16Q/16D Singolare - Doppio                       | Marie Bouzková Bethanie Mattek-Sands 6-2, 6-1       | Luksika Kumkhum Peangtarn Plipuech      | Yanina Wickmayer Emina Bektas    | Claire Liu Polina Kudermetova Marie Bouzková Kimberly Birrell |
| 16 ottobre | Transylvania Open Cluj-Napoca, Romania WTA 250 259 303 $ - Cemento (i) - 32S/16Q/16D Singolare - Doppio                | Tamara Korpatsch 6-3, 6-4                           | Elena-Gabriela Ruse                     | Eva Lys Rebeka Masarova          | Ekaterina Makarova Darija Snihur Ana Bogdan Emiliana Arango |
| 16 ottobre | Transylvania Open Cluj-Napoca, Romania WTA 250 259 303 $ - Cemento (i) - 32S/16Q/16D Singolare - Doppio                | Jodie Burrage Jil Teichmann 6-1, 6-4                | Léolia Jeanjean Valerija Strachova      | Eva Lys Rebeka Masarova          | Ekaterina Makarova Darija Snihur Ana Bogdan Emiliana Arango |
| 16 ottobre | Jasmin Open Monastir, Tunisia WTA 250 259 303 $ - Cemento - 32S/16Q/16D Singolare - Doppio                             | Elise Mertens 6-3, 6-0                              | Jasmine Paolini                         | Lesja Curenko Clara Burel        | Lucia Bronzetti Nuria Párrizas Díaz Lucrezia Stefanini Mai Hontama |
| 16 ottobre | Jasmin Open Monastir, Tunisia WTA 250 259 303 $ - Cemento - 32S/16Q/16D Singolare - Doppio                             | Sara Errani Jasmine Paolini 2-6, 7-6(4), [10-6]     | Mai Hontama Natalija Stevanović         | Lesja Curenko Clara Burel        | Lucia Bronzetti Nuria Párrizas Díaz Lucrezia Stefanini Mai Hontama |
| 16 ottobre | Jiangxi Open Nanchang, Cina WTA 250 259 303 $ - Cemento - 32S/13Q/16D Singolare - Doppio                               | Kateřina Siniaková 1-6, 7-6(5), 7-6(4)              | Marie Bouzková                          | Diana Šnaider Leylah Fernandez   | Nao Hibino Camila Osorio Laura Siegemund Aljaksandra Sasnovič |
| 16 ottobre | Jiangxi Open Nanchang, Cina WTA 250 259 303 $ - Cemento - 32S/13Q/16D Singolare - Doppio                               | Laura Siegemund Vera Zvonarëva 6-4, 6-2             | Eri Hozumi Makoto Ninomiya              | Diana Šnaider Leylah Fernandez   | Nao Hibino Camila Osorio Laura Siegemund Aljaksandra Sasnovič |
| 23 ottobre | WTA Elite Trophy 2023 Zhuhai, Cina Torneo di fine anno 2 419 844 $ - Cemento (i) - 12S (RR)/8D (RR) Singolare - Doppio | Beatriz Haddad Maia 7-6(11), 7-6(4)                 | Zheng Qinwen                            | Dar'ja Kasatkina Zhu Lin         | Round Robin Gruppo Azalea Barbora Krejčíková Magda Linette Gruppo Camelia Caroline Garcia Madison Keys Gruppo Orchidea Jeļena Ostapenko Donna Vekić Gruppo Rosa Ljudmila Samsonova Veronika Kudermetova |
| 23 ottobre | WTA Elite Trophy 2023 Zhuhai, Cina Torneo di fine anno 2 419 844 $ - Cemento (i) - 12S (RR)/8D (RR) Singolare - Doppio | Beatriz Haddad Maia Veronika Kudermetova 6-3, 6-3   | Miyu Katō Aldila Sutjiadi               | Dar'ja Kasatkina Zhu Lin         | Round Robin Gruppo Azalea Barbora Krejčíková Magda Linette Gruppo Camelia Caroline Garcia Madison Keys Gruppo Orchidea Jeļena Ostapenko Donna Vekić Gruppo Rosa Ljudmila Samsonova Veronika Kudermetova |
| 30 ottobre | WTA Finals 2023 Cancún, Messico Torneo di fine anno $ - Cemento - 8S (RR)/8D (RR) Singolare - Doppio                   | Iga Świątek 6-1, 6-0                                | Jessica Pegula                          | Coco Gauff Aryna Sabalenka       | Round Robin Gruppo Bacalar Elena Rybakina Maria Sakkarī Gruppo Chetumal Ons Jabeur Markéta Vondroušová                                                                                                  |
| 30 ottobre | WTA Finals 2023 Cancún, Messico Torneo di fine anno $ - Cemento - 8S (RR)/8D (RR) Singolare - Doppio                   | Laura Siegemund Vera Zvonarëva 6-4, 6-4             | Nicole Melichar-Martinez Ellen Perez    | Coco Gauff Aryna Sabalenka       | Round Robin Gruppo Bacalar Elena Rybakina Maria Sakkarī Gruppo Chetumal Ons Jabeur Markéta Vondroušová                                                                                                  |

### Novembre
| Settimana  | Torneo                                                                  | Campionesse | Finaliste | Semifinaliste      | Eliminate ai quarti |
| ---------- | ----------------------------------------------------------------------- | ----------- | --------- | ------------------ | --- |
| 6 novembre | Billie Jean King Cup Finals Siviglia, Spagna - Cemento (i) - 12 squadre | Canada 2-0  | Italia    | Slovenia Rep. Ceca | Round Robin Gruppo A Stati Uniti Svizzera Gruppo B Kazakistan Australia Gruppo C Spagna Polonia Gruppo D Francia Germania |

### Cancellazioni e spostamenti
| Settimana originaria | Torneo                                                                              | Esito |
| -------------------- | ----------------------------------------------------------------------------------- | --- |
| 17 aprile            | TEB BNP Paribas İstanbul Cup Istanbul, Turchia WTA 250 $ - Terra rossa              | Cancellato per spostare i fondi verso le vittime e i danni causati dal terremoto                                   |
| 31 luglio            | Mubadala Silicon Valley Classic San Jose, Stati Uniti d'America WTA 500 $ - Cemento | Unitosi al WTA 250 Citi Open a Washington                                                                          |
| 21 agosto            | Championnats Banque Nationale de Granby Granby, Canada WTA 250 $ - Cemento          | Cancellato per problemi di programmazione con le qualificazioni degli US Open che hanno inizio la stessa settimana |
| 25 settembre         | Tallinn Open Tallinn, Estonia WTA 250 $ - Cemento (i)                               | Cancellato dalla mancanza di supporto finanziario delle amministrazioni locali                                     |

## Statistiche
Questa tabella elenca il numero di tornei vinti da ogni giocatori durante la stagione nei tornei di singolare, doppio e doppio misto. Vengono presi in considerazione tutti i tornei organizzati dalla WTA. Per la compilazione di questa tabella valgono i seguenti criteri:
1. numero totale di tornei vinti
2. importanza dei tornei vinti
3. a parità, un torneo singolare vale più di un doppio e di un doppio singolo
4. ordine alfabetico

### Legenda colori
| Tornei del Grande Slam     |
| Finals                     |
| WTA 1000 (obbligatori)     |
| WTA 1000 (non obbligatori) |
| WTA 500                    |
| WTA 250                    |

### Titoli vinti per giocatrice
| Totale | Giocatrice                   | Grand Slam | Grand Slam | Grand Slam | Finals | Finals | WTA 1000 | WTA 1000 | WTA 1000 | WTA 1000 | WTA 500 | WTA 500 | WTA 250 | WTA 250 | Totali | Totali | Totali |
| Totale | Giocatrice                   | S          | D          | M          | S      | D      | S        | D        | S        | D        | S       | D       | S       | D       | S      | D      | M      |
| ------ | ---------------------------- | ---------- | ---------- | ---------- | ------ | ------ | -------- | -------- | -------- | -------- | ------- | ------- | ------- | ------- | ------ | ------ | ------ |
| 4      | Barbora Krejčíková (CZE)     |            | ●          |            |        |        |          | ●        | ●        |          |         |         |         | ●       | 1      | 3      | 0      |
| 4      | Luisa Stefani (BRA)          |            |            | ●          |        |        |          |          |          |          |         | ●       |         |         | 0      | 4      | 0      |
| 3      | Aryna Sabalenka (TBA)        | ●          |            |            |        |        | ●        |          |          |          | ●       |         |         |         | 3      | 0      | 0      |
| 3      | Iga Świątek (POL)            | ●          |            |            |        |        |          |          |          |          | ●       |         |         |         | 3      | 0      | 0      |
| 3      | Kateřina Siniaková (CZE)     |            | ●          |            |        |        |          | ●        |          |          |         |         | ●       |         | 1      | 2      | 0      |
| 3      | Coco Gauff (USA)             |            |            |            |        |        |          | ●        |          |          |         | ●       | ●       |         | 1      | 2      | 0      |
| 3      | Desirae Krawczyk (USA)       |            |            |            |        |        |          |          |          |          |         | ●       |         |         | 0      | 3      | 0      |
| 2      | Miyu Katō (JPN)              |            |            | ●          |        |        |          |          |          |          |         |         |         | ●       | 0      | 1      | 1      |
| 2      | Elena Rybakina (KAZ)         |            |            |            |        |        | ●        |          |          |          |         |         |         |         | 2      | 0      | 0      |
| 2      | Petra Kvitová (CZE)          |            |            |            |        |        | ●        |          |          |          | ●       |         |         |         | 2      | 0      | 0      |
| 2      | Jessica Pegula (USA)         |            |            |            |        |        |          | ●        |          |          |         | ●       |         |         | 0      | 2      | 0      |
| 2      | Belinda Bencic (SUI)         |            |            |            |        |        |          |          |          |          | ●       |         |         |         | 2      | 0      | 0      |
| 2      | Demi Schuurs (NED)           |            |            |            |        |        |          |          |          |          |         | ●       |         |         | 0      | 2      | 0      |
| 2      | Taylor Townsend (USA)        |            |            |            |        |        |          |          |          |          |         | ●       |         |         | 0      | 2      | 0      |
| 2      | Marta Kostjuk (UKR)          |            |            |            |        |        |          |          |          |          |         |         | ●       | ●       | 1      | 1      | 0      |
| 2      | Aldila Sutjiadi (INA)        |            |            |            |        |        |          |          |          |          |         |         |         | ●       | 0      | 2      | 0      |
| 1      | Hsieh Su-wei (TPE)           |            | ●          |            |        |        |          |          |          |          |         |         |         |         | 0      | 1      | 0      |
| 1      | Wang Xinyu (CHN)             |            | ●          |            |        |        |          |          |          |          |         |         |         |         | 0      | 1      | 0      |
| 1      | Viktoryja Azaranka (TBA)     |            |            |            |        |        |          | ●        |          |          |         |         |         |         | 0      | 1      | 0      |
| 1      | Beatriz Haddad Maia (BRA)    |            |            |            |        |        |          | ●        |          |          |         |         |         |         | 0      | 1      | 0      |
| 1      | Storm Hunter (AUS)           |            |            |            |        |        |          | ●        |          |          |         |         |         |         | 0      | 1      | 0      |
| 1      | Elise Mertens (BEL)          |            |            |            |        |        |          | ●        |          |          |         |         |         |         | 0      | 1      | 0      |
| 1      | Veronika Kudermetova (TBA)   |            |            |            |        |        |          |          |          | ●        |         |         |         |         | 0      | 1      | 0      |
| 1      | Ljudmila Samsonova (TBA)     |            |            |            |        |        |          |          |          | ●        |         |         |         |         | 0      | 1      | 0      |
| 1      | Ons Jabeur (TUN)             |            |            |            |        |        |          |          |          |          | ●       |         |         |         | 1      | 0      | 0      |
| 1      | Madison Keys (USA)           |            |            |            |        |        |          |          |          |          |         |         | ●       |         | 1      | 0      | 0      |
| 1      | Danielle Collins (USA)       |            |            |            |        |        |          |          |          |          |         | ●       |         |         | 0      | 1      | 0      |
| 1      | Caroline Garcia (FRA)        |            |            |            |        |        |          |          |          |          |         | ●       |         |         | 0      | 1      | 0      |
| 1      | Asia Muhammad (USA)          |            |            |            |        |        |          |          |          |          |         | ●       |         |         | 0      | 1      | 0      |
| 1      | Zhang Shuai (CHN)            |            |            |            |        |        |          |          |          |          |         | ●       |         |         | 0      | 1      | 0      |
| 1      | Ekaterina Aleksandrova (TBA) |            |            |            |        |        |          |          |          |          |         |         | ●       |         | 1      | 0      | 0      |
| 1      | Katie Boulter (GBR)          |            |            |            |        |        |          |          |          |          |         |         | ●       |         | 1      | 0      | 0      |
| 1      | Lucia Bronzetti (ITA)        |            |            |            |        |        |          |          |          |          |         |         | ●       |         | 1      | 0      | 0      |
| 1      | Lauren Davis (USA)           |            |            |            |        |        |          |          |          |          |         |         | ●       |         | 1      | 0      | 0      |
| 1      | Camila Giorgi (ITA)          |            |            |            |        |        |          |          |          |          |         |         | ●       |         | 1      | 0      | 0      |
| 1      | Tatjana Maria (GER)          |            |            |            |        |        |          |          |          |          |         |         | ●       |         | 1      | 0      | 0      |
| 1      | Jeļena Ostapenko (LAT)       |            |            |            |        |        |          |          |          |          |         |         | ●       |         | 1      | 0      | 0      |
| 1      | Alycia Parks (USA)           |            |            |            |        |        |          |          |          |          |         |         | ●       |         | 1      | 0      | 0      |
| 1      | Anastasija Potapova (TBA)    |            |            |            |        |        |          |          |          |          |         |         | ●       |         | 1      | 0      | 0      |
| 1      | Elina Svitolina (UKR)        |            |            |            |        |        |          |          |          |          |         |         | ●       |         | 1      | 0      | 0      |
| 1      | Donna Vekić (CRO)            |            |            |            |        |        |          |          |          |          |         |         | ●       |         | 1      | 0      | 0      |
| 1      | Zhu Lin (CHN)                |            |            |            |        |        |          |          |          |          |         |         | ●       |         | 1      | 0      | 0      |
| 1      | Shūko Aoyama (JPN)           |            |            |            |        |        |          |          |          |          |         |         |         | ●       | 0      | 1      | 0      |
| 1      | Cristina Bucșa (ESP)         |            |            |            |        |        |          |          |          |          |         |         |         | ●       | 0      | 1      | 0      |
| 1      | Chan Hao-ching (TPE)         |            |            |            |        |        |          |          |          |          |         |         |         | ●       | 0      | 1      | 0      |
| 1      | Irina Chromačëva (TBA)       |            |            |            |        |        |          |          |          |          |         |         |         | ●       | 0      | 1      | 0      |
| 1      | Natela Dzalamidze (GEO)      |            |            |            |        |        |          |          |          |          |         |         |         | ●       | 0      | 1      | 0      |
| 1      | Ulrikke Eikeri (NOR)         |            |            |            |        |        |          |          |          |          |         |         |         | ●       | 0      | 1      | 0      |
| 1      | Kirsten Flipkens (BEL)       |            |            |            |        |        |          |          |          |          |         |         |         | ●       | 0      | 1      | 0      |
| 1      | Ingrid Gamarra Martins (BRA) |            |            |            |        |        |          |          |          |          |         |         |         | ●       | 0      | 1      | 0      |
| 1      | Viktória Hrunčáková (SVK)    |            |            |            |        |        |          |          |          |          |         |         |         | ●       | 0      | 1      | 0      |
| 1      | Yuliana Lizarazo (COL)       |            |            |            |        |        |          |          |          |          |         |         |         | ●       | 0      | 1      | 0      |
| 1      | Lidzija Marozava (TBA)       |            |            |            |        |        |          |          |          |          |         |         |         | ●       | 0      | 1      | 0      |
| 1      | Caty McNally (USA)           |            |            |            |        |        |          |          |          |          |         |         |         | ●       | 0      | 1      | 0      |
| 1      | Ingrid Neel (EST)            |            |            |            |        |        |          |          |          |          |         |         |         | ●       | 0      | 1      | 0      |
| 1      | Diane Parry (FRA)            |            |            |            |        |        |          |          |          |          |         |         |         | ●       | 0      | 1      | 0      |
| 1      | María Paulina Pérez (COL)    |            |            |            |        |        |          |          |          |          |         |         |         | ●       | 0      | 1      | 0      |
| 1      | Erin Routliffe (NZL)         |            |            |            |        |        |          |          |          |          |         |         |         | ●       | 0      | 1      | 0      |
| 1      | Sabrina Santamaria (USA)     |            |            |            |        |        |          |          |          |          |         |         |         | ●       | 0      | 1      | 0      |
| 1      | Bibiane Schoofs (NED)        |            |            |            |        |        |          |          |          |          |         |         |         | ●       | 0      | 1      | 0      |
| 1      | Ena Shibahara (JPN)          |            |            |            |        |        |          |          |          |          |         |         |         | ●       | 0      | 1      | 0      |
| 1      | Laura Siegemund (GER)        |            |            |            |        |        |          |          |          |          |         |         |         | ●       | 0      | 1      | 0      |
| 1      | Jana Sizikova (TBA)          |            |            |            |        |        |          |          |          |          |         |         |         | ●       | 0      | 1      | 0      |
| 1      | Iryna Šymanovič (TBA)        |            |            |            |        |        |          |          |          |          |         |         |         | ●       | 0      | 1      | 0      |
| 1      | Wu Fang-Hsien (TPE)          |            |            |            |        |        |          |          |          |          |         |         |         | ●       | 0      | 1      | 0      |
| 1      | Xu Yifan (CHN)               |            |            |            |        |        |          |          |          |          |         |         |         | ●       | 0      | 1      | 0      |
| 1      | Yang Zhaoxuan (CHN)          |            |            |            |        |        |          |          |          |          |         |         |         | ●       | 0      | 1      | 0      |

### Titoli vinti per nazione
| Totale | Nazione         | Grand Slam | Grand Slam | Grand Slam | Finals | Finals | WTA 1000 | WTA 1000 | WTA 1000 | WTA 1000 | WTA 500 | WTA 500 | WTA 250 | WTA 250 | Totali | Totali | Totali |
| Totale | Nazione         | S          | D          | M          | S      | D      | S        | D        | S        | D        | S       | D       | S       | D       | S      | D      | M      |
| ------ | --------------- | ---------- | ---------- | ---------- | ------ | ------ | -------- | -------- | -------- | -------- | ------- | ------- | ------- | ------- | ------ | ------ | ------ |
| 13     | Stati Uniti     |            |            |            |        |        |          | 1        |          |          | 1       | 6       | 4       | 1       | 4      | 9      | 0      |
| 7      | Repubblica Ceca |            | 1          |            |        |        | 1        | 1        | 1        |          | 1       |         | 1       | 1       | 4      | 3      | 0      |
| 6      | Brasile         |            |            | 1          |        |        |          | 1        |          |          |         | 3       |         | 1       | 0      | 5      | 1      |
| 4      | Cina            |            | 1          |            |        |        |          |          |          |          |         | 1       | 1       | 1       | 1      | 3      | 0      |
| 3      | Polonia         | 1          |            |            |        |        |          |          |          |          | 2       |         |         |         | 3      | 0      | 0      |
| 3      | Giappone        |            |            | 1          |        |        |          |          |          |          |         |         |         | 2       | 0      | 2      | 1      |
| 3      | Paesi Bassi     |            |            |            |        |        |          |          |          |          |         | 2       |         | 1       | 0      | 3      | 0      |
| 3      | Ucraina         |            |            |            |        |        |          |          |          |          |         |         | 2       | 1       | 2      | 1      | 0      |
| 2      | Taipei          |            | 1          |            |        |        |          |          |          |          |         |         |         | 1       | 0      | 2      | 0      |
| 2      | Kazakistan      |            |            |            |        |        | 2        |          |          |          |         |         |         |         | 2      | 0      | 0      |
| 2      | Belgio          |            |            |            |        |        |          | 1        |          |          |         |         |         | 1       | 0      | 2      | 0      |
| 2      | Svizzera        |            |            |            |        |        |          |          |          |          | 2       |         |         |         | 2      | 0      | 0      |
| 2      | Francia         |            |            |            |        |        |          |          |          |          |         | 1       |         | 1       | 0      | 2      | 0      |
| 2      | Italia          |            |            |            |        |        |          |          |          |          |         |         | 2       |         | 2      | 0      | 0      |
| 2      | Germania        |            |            |            |        |        |          |          |          |          |         |         | 1       | 1       | 1      | 1      | 0      |
| 2      | Indonesia       |            |            |            |        |        |          |          |          |          |         |         |         | 2       | 0      | 2      | 0      |
| 1      | Australia       |            |            |            |        |        |          | 1        |          |          |         |         |         |         | 0      | 1      | 0      |
| 1      | Tunisia         |            |            |            |        |        |          |          |          |          | 1       |         |         |         | 1      | 0      | 0      |
| 1      | Croazia         |            |            |            |        |        |          |          |          |          |         |         | 1       |         | 1      | 0      | 0      |
| 1      | Lettonia        |            |            |            |        |        |          |          |          |          |         |         | 1       |         | 1      | 0      | 0      |
| 1      | Regno Unito     |            |            |            |        |        |          |          |          |          |         |         | 1       |         | 1      | 0      | 0      |
| 1      | Colombia        |            |            |            |        |        |          |          |          |          |         |         |         | 1       | 0      | 1      | 0      |
| 1      | Estonia         |            |            |            |        |        |          |          |          |          |         |         |         | 1       | 0      | 1      | 0      |
| 1      | Georgia         |            |            |            |        |        |          |          |          |          |         |         |         | 1       | 0      | 1      | 0      |
| 1      | Norvegia        |            |            |            |        |        |          |          |          |          |         |         |         | 1       | 0      | 1      | 0      |
| 1      | Nuova Zelanda   |            |            |            |        |        |          |          |          |          |         |         |         | 1       | 0      | 1      | 0      |
| 1      | Slovacchia      |            |            |            |        |        |          |          |          |          |         |         |         | 1       | 0      | 1      | 0      |
| 1      | Spagna          |            |            |            |        |        |          |          |          |          |         |         |         | 1       | 0      | 1      | 0      |

### Dati sui titoli

#### Primo titolo
Le seguenti giocatrici hanno vinto il loro primo torneo nel WTA Tour (in tornei di singolare, doppio e doppio misto):

##### Singolare
- Zhu Lin (29 anni, 8 giorni) – Hua Hin (tabellone)
- Alycia Parks (22 anni, 36 giorni) – Lione (tabellone)
- Marta Kostjuk (20 anni, 250 giorni) – Austin (tabellone)
- Lucia Bronzetti (24 anni, 168 giorni) – Rabat (tabellone)
- Katie Boulter (27 anni, 161 giorni) – Nottingham (tabellone)
- Marija Timofeeva (19 anni, 247 giorni) – Budapest (tabellone)
- Zheng Qinwen (20 anni, 288 giorni) – Palermo (tabellone)
- Arantxa Rus (32 anni, 228 giorni) – Amburgo (tabellone)
- Elisabetta Cocciaretto (22 anni, 186 giorni) – Losanna (tabellone)

##### Doppio
- Cristina Bucșa – Lione (tabellone)
- Wu Fang-hsien – Hua Hin (tabellone)
- Ljudmila Samsonova – Dubai (tabellone)
- Diane Parry – Mérida (tabellone)
- Yuliana Lizarazo – Monterrey (tabellone)
- María Paulina Pérez – Monterrey (tabellone)
- Iryna Šymanovič – Bogotá (tabellone)
- Danielle Collins – Charleston (tabellone)
- Ingrid Gamarra Martins – Bad Homburg (tabellone)

##### Doppio misto
- Luisa Stefani – Australian Open (tabellone)
- Miyu Katō – Roland Garros (tabellone)
- Ljudmyla Kičenok – Wimbledon (tabellone)

#### Difesa del titolo
Le seguenti giocatrici sono riuscite a difendere il titolo conquistato nella stagione precedente in tornei di singolare, doppio e doppio misto:

##### Singolare
- Iga Świątek – Doha (tabellone), Stoccarda (tabellone), Roland Garros (tabellone)
- Tatjana Maria – Bogotá (tabellone)
- Ekaterina Aleksandrova – 's-Hertogenbosch (tabellone)

##### Doppio
- Barbora Krejčíková – Australian Open (tabellone)
- Kateřina Siniaková – Australian Open (tabellone)
- Natela Dzalamidze – Linz (tabellone)
- Coco Gauff – Doha (tabellone)
- Jessica Pegula – Doha (tabellone)
- Veronika Kudermetova – Dubai (tabellone)
- Desirae Krawczyk – Stoccarda (tabellone)
- Demi Schuurs – Stoccarda (tabellone)
- Kimberley Zimmermann – Palermo (tabellone)

### Best ranking
Le seguenti giocatrici sono riuscite hanno ottenuto in questa stagione il loro best ranking nella Top 50  (in grassetto le giocatrici che hanno raggiunto la top 10):

#### Singolare
- Wang Xiyu (n. 49 il 9 gennaio)
- Zhang Shuai (n. 22 il 16 gennaio)
- Ekaterina Aleksandrova (n. 16 il 20 febbraio)
- Ljudmila Samsonova (n. 12 il 27 febbraio)
- Zhu Lin (n. 33 il 6 marzo)
- Magda Linette (n. 19 il 20 marzo)
- Ajla Tomljanović (n. 32 il 3 aprile)
- Martina Trevisan (n. 18 l'8 maggio)
- Zheng Qinwen (n. 19 il 22 maggio)
- Anhelina Kalinina (n. 25 il 22 maggio)
- Varvara Gračëva (n. 41 il 29 maggio)
- Elena Rybakina (n. 3 il 12 giugno)
- Beatriz Haddad Maia (n. 10 il 12 giugno)
- Karolína Muchová (n. 16 il 12 giugno)
- Bernarda Pera (n. 27 il 12 giugno)
- Jasmine Paolini (n. 42 il 12 giugno)
- Alycia Parks (n. 43 il 12 giugno)
- Anastasija Potapova (n. 21 il 19 giugno)
- Mayar Sherif (n. 31 il 19 giugno)
- Marta Kostjuk (n. 34 il 19 giugno)
- Linda Nosková (n. 45 il 26 giugno)
- Linda Fruhvirtová (n. 49 il 26 giugno)
- Lucia Bronzetti (n. 47 il 3 luglio)
- Markéta Vondroušová (n. 10 il 17 luglio)
- Ana Bogdan (n. 39 il 24 luglio)
- Elisabetta Cocciaretto (n. 30 il 31 luglio)
- Anna Blinkova (n. 35 il 31 luglio)
- Arantxa Rus (n. 42 il 31 luglio)

#### Doppio
- Anna Danilina (n. 10 il 9 gennaio)
- Asia Muhammad (n. 26 il 9 gennaio)
- Tamara Zidanšek (n. 47 il 16 gennaio)
- Yang Zhaoxuan (n. 9) il 30 gennaio)
- Tereza Mihalíková (n. 42 il 30 gennaio)
- Anna Bondár (n. 43 il 30 gennaio)
- Anna Kalinskaja (n. 49 il 6 febbraio)
- Kimberley Zimmermann (n. 37 il 6 marzo)
- Ljudmyla Kičenok (n. 7 il 20 marzo)
- Laura Siegemund (n. 22 il 20 marzo)
- Aldila Sutjiadi (n. 29 il 3 aprile)
- Giuliana Olmos (n. 6 il 10 aprile)
- Desirae Krawczyk (n. 9 il 10 aprile)
- Beatriz Haddad Maia (n. 10 l'8 maggio)
- Marta Kostjuk (n. 27 l'8 maggio)
- Elena-Gabriela Ruse (n. 32 l'8 maggio)
- Jessica Pegula (n. 2 il 22 maggio)
- Storm Hunter (n. 5 il 22 maggio)
- Taylor Townsend (n. 5 il 12 giugno)
- Ellen Perez (n. 9 il 12 giugno)
- Leylah Fernandez (n. 21 il 12 giugno)
- Ljudmila Samsonova (n. 40 il 12 giugno)
- Jana Sizikova (n. 42 il 12 giugno)
- Wang Xinyu (n. 25 il 12 giugno)
- Alycia Parks (n. 37 il 26 giugno)
- Nicole Melichar-Martinez (n. 6 il 3 luglio)
- Markéta Vondroušová (n. 42 il 17 luglio)
- Miriam Kolodziejová (n. 42 il 31 luglio)

## Ranking WTA
Le seguenti tabelle elencano le prime 20 posizioni del ranking annuale (race ranking) e del ranking perpetuo (WTA Ranking) per il singolare, il doppio e le coppie di doppio.

### Singolare
| Ranking single race al 31 luglio 2023 | Ranking single race al 31 luglio 2023 | Ranking single race al 31 luglio 2023 | Ranking single race al 31 luglio 2023 | Ranking single race al 31 luglio 2023 |
| N.                                    | Giocatrice                            | Punti                                 | T                                     |                                       |
| ------------------------------------- | ------------------------------------- | ------------------------------------- | ------------------------------------- | ------------------------------------- |
| 1                                     | Aryna Sabalenka (TBA)                 | 6 455                                 | 11                                    |                                       |
| 2                                     | Iga Świątek (POL)                     | 5 965                                 | 12                                    |                                       |
| 3                                     | Elena Rybakina (KAZ)                  | 4 891                                 | 13                                    |                                       |
| 4                                     | Jessica Pegula (USA)                  | 2 975                                 | 12                                    |                                       |
| 5                                     | Markéta Vondroušová (CZE)             | 2 936                                 | 11                                    |                                       |
| 6                                     | Ons Jabeur (TUN)                      | 2 781                                 | 11                                    |                                       |
| 7                                     | Petra Kvitová (CZE)                   | 2 355                                 | 11                                    |                                       |
| 8                                     | Karolína Muchová (CZE)                | 2 180                                 | 10                                    |                                       |
| 9                                     | Coco Gauff (USA)                      | 2 115                                 | 13                                    |                                       |
| 10                                    | Belinda Bencic (SUI)                  | 2 040                                 | 11                                    |                                       |
| 11                                    | Barbora Krejčíková (CZE)              | 1 991                                 | 13                                    |                                       |
| 12                                    | Beatriz Haddad Maia (BRA)             | 1 982                                 | 15                                    |                                       |
| 13                                    | Jeļena Ostapenko (LAT)                | 1 916                                 | 14                                    |                                       |
| 14                                    | Veronika Kudermetova (TBA)            | 1 858                                 | 16                                    |                                       |
| 15                                    | Madison Keys (USA)                    | 1 796                                 | 14                                    |                                       |
| 16                                    | Dar'ja Kasatkina (TBA)                | 1 707                                 | 17                                    |                                       |
| 17                                    | Donna Vekić (CRO)                     | 1 645                                 | 13                                    |                                       |
| 18                                    | Caroline Garcia (FRA)                 | 1 631                                 | 16                                    |                                       |
| 19                                    | Maria Sakkarī (GRC)                   | 1 622                                 | 14                                    |                                       |
| 20                                    | Elina Svitolina (UKR)                 | 1 512                                 | 7                                     |                                       |

| WTA Ranking Singolare, al 2 dicembre 2024 | WTA Ranking Singolare, al 2 dicembre 2024 | WTA Ranking Singolare, al 2 dicembre 2024 | WTA Ranking Singolare, al 2 dicembre 2024 | WTA Ranking Singolare, al 2 dicembre 2024 |
| N.                                        | Giocatrice                                | Punti                                     | +/-                                       |                                           |
| ----------------------------------------- | ----------------------------------------- | ----------------------------------------- | ----------------------------------------- | ----------------------------------------- |
| 1                                         | Aryna Sabalenka (TBA)                     | 9 416                                     | Stabile                                   |                                           |
| 2                                         | Iga Świątek (POL)                         | 8 370                                     | Stabile                                   |                                           |
| 3                                         | Coco Gauff (USA)                          | 6 530                                     | Stabile                                   |                                           |
| 4                                         | Jasmine Paolini (ITA)                     | 5 344                                     | Stabile                                   |                                           |
| 5                                         | Zheng Qinwen (CHN)                        | 5 340                                     | Stabile                                   |                                           |
| 6                                         | Elena Rybakina (KAZ)                      | 5 171                                     | Stabile                                   |                                           |
| 7                                         | Jessica Pegula (USA)                      | 4 705                                     | Stabile                                   |                                           |
| 8                                         | Emma Navarro (USA)                        | 3 589                                     | Stabile                                   |                                           |
| 9                                         | Dar'ja Kasatkina (TBA)                    | 3 368                                     | Stabile                                   |                                           |
| 10                                        | Barbora Krejčíková (CZE)                  | 3 214                                     | Stabile                                   |                                           |
| 11                                        | Danielle Collins (USA)                    | 3 178                                     | Stabile                                   |                                           |
| 12                                        | Paula Badosa (ESP)                        | 2 908                                     | Stabile                                   |                                           |
| 13                                        | Diana Šnajder (TBA)                       | 2 895                                     | Stabile                                   |                                           |
| 14                                        | Anna Kalinskaja (TBA)                     | 2 743                                     | Stabile                                   |                                           |
| 15                                        | Jeļena Ostapenko (LAT)                    | 2 588                                     | Stabile                                   |                                           |
| 16                                        | Mirra Andreeva (TBA)                      | 2 578                                     | Stabile                                   |                                           |
| 17                                        | Beatriz Haddad Maia (BRA)                 | 2 554                                     | Stabile                                   |                                           |
| 18                                        | Marta Kostjuk (UKR)                       | 2 493                                     | Stabile                                   |                                           |
| 19                                        | Donna Vekić (CRO)                         | 2 258                                     | Stabile                                   |                                           |
| 20                                        | Viktoryja Azaranka (TBA)                  | 2 127                                     | Stabile                                   |                                           |

#### N. 1 nelranking
| Giocatrice        | Da        | A    |
| ----------------- | --------- | ---- |
| Iga Świątek (POL) | fine 2022 | oggi |

### Doppio
| Ranking double race al 31 luglio 2023 | Ranking double race al 31 luglio 2023             | Ranking double race al 31 luglio 2023 | Ranking double race al 31 luglio 2023 | Ranking double race al 31 luglio 2023 |
| N.                                    | Giocatrici                                        | Punti                                 | T                                     |                                       |
| ------------------------------------- | ------------------------------------------------- | ------------------------------------- | ------------------------------------- | ------------------------------------- |
| 1                                     | Coco Gauff (USA) Jessica Pegula (USA)             | 5 065                                 | 10                                    |                                       |
| 2                                     | Storm Hunter (AUS) Elise Mertens (BEL)            | 3 520                                 | 7                                     |                                       |
| 3                                     | Kateřina Siniaková (CZE) Barbora Krejčíková (CZE) | 3 010                                 | 3                                     |                                       |
| 4                                     | Desirae Krawczyk (USA) Demi Schuurs (NED)         | 2 895                                 | 13                                    |                                       |
| 5                                     | Taylor Townsend (USA) Leylah Fernandez (CAN)      | 2 690                                 | 6                                     |                                       |
| 6                                     | Shūko Aoyama (JPN) Ena Shibahara (JPN)            | 2 506                                 | 13                                    |                                       |
| 7                                     | Hsieh Su-wei (TPE) Barbora Strýcová (CZE)         | 2 285                                 | 4                                     |                                       |
| 8                                     | Nicole Melichar (USA) Ellen Perez (AUS)           | 2 171                                 | 15                                    |                                       |
| 9                                     | Hsieh Su-wei (TPE) Wang Xinyu (CHN)               | 2 060                                 | 2                                     |                                       |
| 10                                    | Ljudmyla Kičenok (UKR) Jeļena Ostapenko (LAT)     | 2 010                                 | 14                                    |                                       |

| WTA Ranking Doppio, al 2 dicembre 2024 | WTA Ranking Doppio, al 2 dicembre 2024 | WTA Ranking Doppio, al 2 dicembre 2024 | WTA Ranking Doppio, al 2 dicembre 2024 | WTA Ranking Doppio, al 2 dicembre 2024 |
| N.                                     | Giocatrice                             | Punti                                  | +/-                                    |                                        |
| -------------------------------------- | -------------------------------------- | -------------------------------------- | -------------------------------------- | -------------------------------------- |
| 1                                      | Kateřina Siniaková (CZE)               | 9 530                                  | Stabile                                |                                        |
| 2                                      | Erin Routliffe (NZL)                   | 8 165                                  | Stabile                                |                                        |
| 3                                      | Gabriela Dabrowski (CAN)               | 6 805                                  | Stabile                                |                                        |
| 4                                      | Ljudmyla Kičenok (UKR)                 | 6 165                                  | Stabile                                |                                        |
| 5                                      | Taylor Townsend (USA)                  | 6 108                                  | Stabile                                |                                        |
| 6                                      | Jeļena Ostapenko (LVA)                 | 5 948                                  | Stabile                                |                                        |
| 7                                      | Hsieh Su-wei (TPE)                     | 5 506                                  | Stabile                                |                                        |
| 8                                      | Elise Mertens (BEL)                    | 5 430                                  | Stabile                                |                                        |
| 9                                      | Sara Errani (ITA)                      | 5 306                                  | Stabile                                |                                        |
| 10                                     | Jasmine Paolini (ITA)                  | 5 235                                  | Stabile                                |                                        |
| 11                                     | Desirae Krawczyk (USA)                 | 4 858                                  | Stabile                                |                                        |
| 12                                     | Nicole Melichar-Martinez (USA)         | 4 670                                  | Stabile                                |                                        |
| 13                                     | Ellen Perez (AUS)                      | 4 560                                  | Stabile                                |                                        |
| 14                                     | Caroline Dolehide (USA)                | 4 483                                  | Stabile                                |                                        |
| 15                                     | Asia Muhammad (USA)                    | 4 348                                  | Stabile                                |                                        |
| 16                                     | Hao-ching Chan (TWN)                   | 4 250                                  | Stabile                                |                                        |
| 17                                     | Veronika Kudermetova (TBA)             | 4 120                                  | Stabile                                |                                        |
| 18                                     | Irina Chromačëva (TBA)                 | 3 881                                  | Stabile                                |                                        |
| 19                                     | Cristina Bucșa (ESP)                   | 3 758                                  | Stabile                                |                                        |
| 20                                     | Bethanie Mattek-Sands (USA)            | 3 726                                  | Stabile                                |                                        |

#### N. 1 nelranking
| Giocatrice               | Da        | A    |
| ------------------------ | --------- | ---- |
| Kateřina Siniaková (CZE) | fine 2022 | oggi |

## Distribuzione punti
| Descrizione       | W            | F            | SF   | QF                                                                        | R16                                                                       | R32                                                                       | R64                                                                       | R128                                                                      | QLFR                                                                      | Q3                                                                        | Q2 | Q1 |
| ----------------- | ------------ | ------------ | ---- | ------------------------------------------------------------------------- | ------------------------------------------------------------------------- | ------------------------------------------------------------------------- | ------------------------------------------------------------------------- | ------------------------------------------------------------------------- | ------------------------------------------------------------------------- | ------------------------------------------------------------------------- | -- | -- |
| Grand Slam (S)    | 2000         | 1300         | 780  | 430                                                                       | 240                                                                       | 130                                                                       | 70                                                                        | 10                                                                        | 40                                                                        | 30                                                                        | 20 | 2  |
| Grand Slam (D)    | 2000         | 1300         | 780  | 430                                                                       | 240                                                                       | 130                                                                       | 10                                                                        | -                                                                         | 48                                                                        | -                                                                         | -  | -  |
| WTA Finals (S)    | 1500* (+420) | 1080* (+330) | 750* | (250 per ogni match del girone vinto 125 per ogni match del girone perso) | (250 per ogni match del girone vinto 125 per ogni match del girone perso) | (250 per ogni match del girone vinto 125 per ogni match del girone perso) | (250 per ogni match del girone vinto 125 per ogni match del girone perso) | (250 per ogni match del girone vinto 125 per ogni match del girone perso) | (250 per ogni match del girone vinto 125 per ogni match del girone perso) | (250 per ogni match del girone vinto 125 per ogni match del girone perso) | -  | -  |
| WTA Finals (D)    | 1500         | 1080         | 750  | 375                                                                       | -                                                                         | -                                                                         | -                                                                         | -                                                                         | -                                                                         | -                                                                         | -  | -  |
| WTA 1000 (96S)    | 1000         | 650          | 390  | 215                                                                       | 120                                                                       | 65                                                                        | 35                                                                        | 10                                                                        | 30                                                                        | -                                                                         | 20 | 2  |
| WTA 1000 (64S)    | 1000         | 650          | 390  | 215                                                                       | 120                                                                       | 65                                                                        | 10                                                                        | -                                                                         | 30                                                                        | -                                                                         | 20 | 2  |
| WTA 1000 (28/32D) | 1000         | 650          | 390  | 215                                                                       | 120                                                                       | 10                                                                        | -                                                                         | -                                                                         | -                                                                         | -                                                                         | -  | -  |
| WTA 1000 (56S)    | 900          | 585          | 350  | 190                                                                       | 105                                                                       | 60                                                                        | 1                                                                         | -                                                                         | 30                                                                        | 20                                                                        | 12 | 1  |
| WTA 1000 (28D)    | 900          | 585          | 350  | 190                                                                       | 105                                                                       | 1                                                                         | -                                                                         | -                                                                         | -                                                                         | -                                                                         | -  | -  |
| WTA Elite Trophy  | 700*         | 440*         | 240* | (120 per ogni match del girone vinto 40 per ogni match del girone perso)  | (120 per ogni match del girone vinto 40 per ogni match del girone perso)  | (120 per ogni match del girone vinto 40 per ogni match del girone perso)  | (120 per ogni match del girone vinto 40 per ogni match del girone perso)  | (120 per ogni match del girone vinto 40 per ogni match del girone perso)  | (120 per ogni match del girone vinto 40 per ogni match del girone perso)  | (120 per ogni match del girone vinto 40 per ogni match del girone perso)  | -  | -  |
| WTA 500 (64/56S)  | 470          | 305          | 185  | 100                                                                       | 55                                                                        | 30                                                                        | 1                                                                         | -                                                                         | 12                                                                        | -                                                                         | 8  | 1  |
| WTA 500 (32S)     | 470          | 305          | 185  | 100                                                                       | 55                                                                        | 1                                                                         | -                                                                         | -                                                                         | 25                                                                        | 16                                                                        | 10 | 1  |
| WTA 500 (16D)     | 470          | 305          | 185  | 100                                                                       | 1                                                                         | -                                                                         | -                                                                         | -                                                                         | -                                                                         | -                                                                         | -  | -  |
| WTA 250 (56S)     | 280          | 180          | 110  | 60                                                                        | 30                                                                        | 15                                                                        | 1                                                                         | -                                                                         | 10                                                                        | -                                                                         | 6  | 1  |
| WTA 250 (32S)     | 280          | 180          | 110  | 60                                                                        | 30                                                                        | 1                                                                         | -                                                                         | -                                                                         | 18                                                                        | 14                                                                        | 10 | 1  |
| WTA 250 (16D)     | 280          | 180          | 110  | 60                                                                        | 1                                                                         | -                                                                         | -                                                                         | -                                                                         | -                                                                         | -                                                                         | -  | -  |

* Quota punti con nessuna partita persa nel Round Robin.
* Quota punti con nessuna partita persa nel Round Robin.

## Maggiori guadagni
| Maggiori guadagni in US $ al 26 giugno 2023 | Maggiori guadagni in US $ al 26 giugno 2023 | Maggiori guadagni in US $ al 26 giugno 2023 | Maggiori guadagni in US $ al 26 giugno 2023 | Maggiori guadagni in US $ al 26 giugno 2023 | Maggiori guadagni in US $ al 26 giugno 2023 |
| N.                                          | Giocatrice                                  | S                                           | D                                           | M                                           | T                                           |
| ------------------------------------------- | ------------------------------------------- | ------------------------------------------- | ------------------------------------------- | ------------------------------------------- | ------------------------------------------- |
|                                             | Aryna Sabalenka (TBA)                       | $4,923,513                                  | $6,950                                      | $0                                          | $4,930,463                                  |
|                                             | Iga Świątek (POL)                           | $4,419,836                                  | $0                                          | $0                                          | $4,419,836                                  |
|                                             | Elena Rybakina (KAZ)                        | $3,830,251                                  | $64,103                                     | $0                                          | $3,894,354                                  |
|                                             | Jessica Pegula (USA)                        | $2,207,715                                  | $563,131                                    | $9,554                                      | $2,780,400                                  |
|                                             | Petra Kvitová (CZE)                         | $1,897,318                                  | $0                                          | $0                                          | $1,897,318                                  |
|                                             | Coco Gauff (USA)                            | $1,148,509                                  | $563,131                                    | $0                                          | $1,711,640                                  |
|                                             | Karolína Muchová (CZE)                      | $1,648,163                                  | $2,175                                      | $0                                          | $1,650,338                                  |
|                                             | Barbora Krejčíková (CZE)                    | $1,099,484                                  | $473,163                                    | $0                                          | $1,572,647                                  |
|                                             | Beatriz Haddad Maia (BRA)                   | $1,212,722                                  | $264,277                                    | $0                                          | $1,476,999                                  |
|                                             | Maria Sakkarī (GRC)                         | $1,417,518                                  | $924                                        | $0                                          | $1,418,442                                  |

## Ritiri
- Anett Kontaveit – Il 20 giugno 2023 la tennista estone ha annunciato il suo ritiro dal tennis professionistico per un'ernia al disco la cui cura è incompatibile con la pratica agonistica, dichiarando che la sua ultima partecipazione ufficiale sarà a Wimbledon.[11] Kontaveit è riuscita a raggiungere la posizione n. 2 del ranking WTA nel 6 giugno 2022, diventando in tal modo la tennista con il ranking più alto nella storia del suo paese. Nel 2021 è riuscita a raggiungere le WTA Finals, diventando anche in questo caso la prima tennista del suo paese a riuscirci (riuscendo a raggiungere la finale). Tra le sue vittorie si annoverano 6 tornei del WTA Tour, e 11 tornei nel circuito ITF. Nei tornei del Grande Slam come suo miglior risultato Kontaveit ha raggiunto i quarti di finale degli Australian Open nel 2020. Tra i WTA 1000 la tennista estone può vantare una finale al Wuhan Open del 2018 e una finale nel Qatar Open del 2022.
- Sania Mirza – Il 7 gennaio 2023 Sania Mirza ha annunciato il suo ritiro dopo la sua partecipazione al Dubai Tennis Championships del febbraio 2023. Considerata la tennista indiana più forte di sempre, Mirza ha vinto un torneo WTA in singolare arrivando nell'agosto 2007 a raggiungere la posizione n. 27 nel ranking. Specialista nel doppio, Mirza è stata la prima tennista indiana a raggiungere la posizione n. 1 nel ranking di doppio, specialità nella quale ha vinto ben 40 tornei, tra cui Wimbledon nel 2015, gli US Open nello stesso anno e gli Australian Open del 2016,  tutte avendo come compagna la svizzera Martina Hingis[12]
- Samantha Stosur – Il 14 gennaio 2023 Samantha Stosur ha annunciato il suo ritiro dal tennis professionistico, annunciando la sua ultima partecipazione agli Australian Open di inizio anno.[13][14] Ex-n. 1 nel ranking di doppio per ben 61 settimane consecutive, ha ottenuto ottimi risultati anche nei tornei di singolare, arrivando nel 2011 a raggiungere la posizione n. 4 del ranking WTA (per ben 165 settimane consecutive nella Top 10, tra il marzo 2010 e il giugno 2013). Nel suo palmares va ricordata la sua vittoria degli US Open 2011, dove ha battuto in finale Serena Williams, riuscendo a portare in Australia un Grande Slam dopo ben 31 anni dall'ultimo successo in tornei di questo livello (ovvero quello di Evonne Goolagong Cawley, nel 1980).[15] In precedenza aveva già raggiunto una finale in un Grande Slam, ovvero nel 2010 al Roland Garros, torneo nel quale era riuscita a battere Justine Henin (imbattuta quest'ultima da ben 24 partite) e la stessa Serena Williams, per poi perdere in finale contro Francesca Schiavone. Nel doppio ha ottenuto ben 4 vittorie nei tornei del Grande Slam: nel 2005 agli US Open, nel 2006 al Roland Garros, nel 2019 agli Australian Open e nel 2021 nuovamente gli US Open.
- Kirsten Flipkens – Il 10 luglio 2023, la tennista belga ha reso nota la sua volontà di ritirarsi dal circuito professionistico WTA, dopo essere stata eliminata nel torneo di doppio di Wimbledon al terzo turno.[16]
- Giulia Gatto Monticone - A novembre del 2023 decide di ritirarsi.[17]

## Inattività
- Mihaela Buzărnescu – Diventata inattiva dopo non aver giocato da oltre un anno.
- Simona Halep – Diventata inattiva dopo non aver giocato da oltre un anno. Nel mese di settembre, ha ricevuto altri quattro anni di ban dal tennis dopo che la sua sospensione è stata accolta.
- Ivana Jorović – Diventata inattiva dopo non aver giocato da oltre un anno.
- Darija Jurak – Diventata inattiva dopo non aver giocato da oltre un anno.
- Angelique Kerber – Diventata inattiva dopo non aver giocato da oltre un anno per maternità.
- Andreja Klepač – Diventata inattiva dopo non aver giocato da oltre un anno.
- Alizé Lim – Diventata inattiva dopo non aver giocato da oltre un anno.
- Garbiñe Muguruza – Ha annunciato nel mese di febbraio una pausa indefinita dalle competizioni, non prendendo parte a nessun torneo fino alla fine dell'anno. In una seguente intervista nel mese di ottobre, ha dichiarato di non avere nessuna intenzione di ritornare nel WTA Tour, in quanto si stesse godendo la sua pausa.[18]
- Raluca Olaru – Diventata inattiva dopo non aver giocato da oltre un anno.
- Naomi Ōsaka – Diventata inattiva dopo non aver giocato da oltre un anno per maternità.
- Alicja Rosolska – Ha annunciato la sua pausa dalle competizioni per maternità.
- Wang Qiang – Diventata inattiva dopo non aver giocato da oltre un anno.

## Ritorni in attività
- Margarita Betova – Ha fatto il suo ritorno nelle competizioni nel mese di febbraio ed ha giocato i suoi primi turni di qualificazioni all'Abu Dhabi Open e al Dubai Duty Free Tennis Championships.
- Jennifer Brady – Ha fatto il suo ritorno nelle competizioni nel mese di luglio nell'ITF Championnats Banque Nationale de Granby.
- Anna Čakvetadze – Ha fatto il suo ritorno nelle competizioni nel mese di agosto nell'ITF di Duffel in doppio.
- Polona Hercog – Ha fatto il suo ritorno nelle competizioni nel mese di maggio nelle qualificazioni degli Open di Francia.
- Hsieh Su-wei – Ha fatto il suo ritorno nelle competizioni nel mese di aprile al Mutua Madrid Open in doppio.
- Sesil Karatančeva – Ha fatto il suo ritorno nelle competizioni nel mese di aprile nell'ITF di Saragozza.
- Varvara Lepchenko – Ha fatto il suo ritorno nelle competizioni nel mese di maggio nell'ITF di Málaga.
- Aravane Rezaï – Ha fatto il suo ritorno nelle competizioni nel mese di luglio nell'ITF di Montpellier.
- Lucie Šafářová – Ha fatto il suo ritorno nelle competizioni nel mese di ottobre nell'ITF di Reims in singolo e in doppio, anche se successivamente lei stessa non l'ha dichiarato un effettivo rientro nel circuito.[19]
- Anastasija Sevastova – Ha fatto il suo ritorno nelle competizioni nel mese di novembre al Creand Andorrà Open.
- Barbora Strýcová – Ha fatto il suo ritorno nelle competizioni nel mese di aprile al Mutua Madrid Open in singolo e in doppio.
- Elina Svitolina – Ha fatto il suo ritorno nelle competizioni nel mese di aprile al Credit One Charleston Open con una wildcard.
- Caroline Wozniacki – Ha fatto il suo ritorno nelle competizioni nel mese di agosto al National Bank Open.
- Vera Zvonarëva – Ha fatto il suo ritorno nelle competizioni nel mese di febbraio durante le qualificazioni dell'Abu Dhabi Open.